# Joseph Henry Blackburne
Joseph Henry Blackburne (Manchester, 10 de dezembro de 1841 – Londres, 1 de setembro de 1924) conhecido internacionalmente por Blackburne, foi um proeminente enxadrista e compositor de  problemas de xadrez do final do século XIX. Seu estilo agressivo e capacidade natural tática renderam-lhe o apelido de The Black Death, uma alusão do seu nome com a pandemia que assolou a idade média.
Aprendeu a jogar por volta dos dezoito anos de idade e rapidamente tornou-se um forte enxadrista, profissionalizando-se e mantendo uma carreira de mais de cinquenta anos. Chegou a ser um dos mais bem sucedidos enxadristas da época, com uma série de vitórias em torneios importantes. Porém, preferia popularizar e difundir o jogo através de partidas simultâneas e às cegas. Disputava em média oito partidas simultâneas por ocasião sem dificuldades, conversando e brincando durante as exibições.
Blackburne também publicou uma coleção de seus próprios jogos, alguns de seus problemas de xadrez e foi correspondente de um grande jornal até sua morte. Apreciador do uísque escocês, costumava jogar sempre com um copo a mesa alegando que a bebida melhorava sua percepção. Entretanto, por vezes exagerava e tornava-se violento, o que gerava como vítimas outros enxadristas.

## Biografia

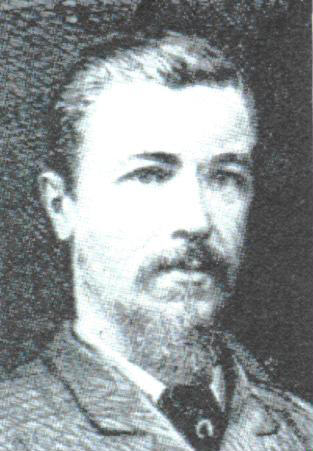
Gravura de Blackburne na juventude

Joseph Henry Blackburne nasceu em Manchester, em dezembro de 1841. Seu pai era membro de um comitê contra o alcoolismo, que viajou por toda a Inglaterra e Irlanda levando-o junto. Por ironia, Blackburne tornou-se famoso também por beber, especificamente o whisky, enquanto jogava xadrez.
Aprendeu a jogar damas ainda criança, mas somente depois de ter ouvido sobre a viagem de Paul Morphy pela Europa que começou a praticar o xadrez, por volta dos dezoito anos de idade. Casou-se duas vezes e com sua segunda esposa, Mary Jane, teve um filho chamado Julius.
Em 1860 associou-se ao Manchester Chess Club, um conhecido clube da época, e em 1861 perdeu para o enxadrista mais forte do clube: Edward Pindar por 5-0. Três meses depois, jogou novamente contra Pindar, o venceu por + 5 = 2 -1 e já no ano seguinte consagrava-se campeão do clube da cidade, a frente de Pindar e Bernhard Horwitz, que o havia ensinado a teoria do final do jogo.
Em novembro de 1861, Louis Paulsen, enxadrista que disputava o xadrez na modalidade às cegas, participou de uma exibição simultânea em Manchester vencendo, entre outros, Blackburne, o que despertou seu interesse em praticar esta modalidade. Logo após este encontro, começou a desafiar enxadristas e num tempo curto já jogava três partidas simultâneas e às cegas sem dificuldade. Durante sua carreira chegou a participar de até dezesseis partidas nesta modalidade, entretanto, normalmente jogava uma média oito.

### Relação com a bebida
A fraqueza de Blackburne pela bebida certa vez o fez tomar o copo de um oponente. Logo em seguida, este abandonou a partida, e ele com ironia respondeu: "Meu oponente deixou seu copo de uísque en prise e eu o tomei en passant". Em uma entrevista para uma publicação de uma indústria de licor, Blackburne alegou que beber uísque clareava seu cérebro e melhorava seu jogo. Conta-se uma história de que parte dos honorários do Torneio de Xadrez de Hastings, em 1895, foi paga adiantada e para o enxadrista o prêmio honorário foi uma caixa de uísque escocês, esvaziada durante as seis primeiras rodadas do torneio a tal ponto que seu jogo piorou. Durante uma exibição de partidas simultâneas na Universidade de Cambridge, os estudantes imaginaram que teriam alguma vantagem se deixassem duas garrafas de uísque perto dos tabuleiros. No entanto, Blackburne venceu todos os seus jogos rapidamente e terminou com as duas garrafas antes da exibição ser finalizada.
Joseph às vezes tornava-se violento ao beber: em 1889, Steinitz reclamou que Blackburne o havia agredido em Londres no ano de 1867 e alguns anos depois em Paris, e que já havia atacado também três outros enxadristas.

## Carreira

### Primeiros anos

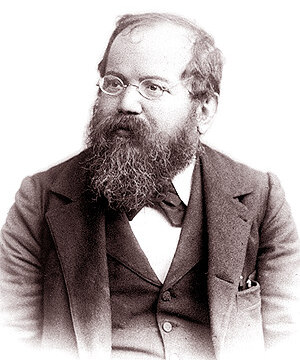
Wilhelm Steinitz dominou a primeira metade da carreira de Blackburn

Menos de dois anos depois de ter aprendido os movimentos do jogo, Blackburne participou do Torneio Internacional de Londres de 1862, a primeira competição todos-contra-todos de xadrez, e apesar de terminar em nono, venceu Steinitz. Até esta época, o tempo era contado com ampulhetas e foi Blackburne quem sugeriu os relógios para xadrez. Esta viagem custou-lhe o emprego em Manchester numa camisaria. Entre 1862 e 1868, Blackurne tentou montar seu próprio negócio como inventor, tentando também desenvolver dispositivos mecânicos úteis. Entretanto, a habilidade construtiva não acompanhou sua genialidade para o xadrez, fazendo-o voltar-se completamente para o esporte a partir de 1868.
Em 1868-1869, venceu o campeonato britânico ao superar o atual campeão Cecil Valentine De Vere, sendo então considerado o melhor enxadrista da Inglaterra. Seu primeiro sucesso internacional foi no Torneio de Baden-Baden em 1870, no qual dividiu o terceiro lugar com Gustav Neumann, atrás de Anderssen e Steinitz, e a frente de outros fortes competidores como Paulsen, De Vere, Szymon Winawer, Samuel Rosenthal e Johannes Minckwitz.
Blackburne foi um dos cinco melhores enxadristas entre 1871 e 1889, embora Stenitz, Lasker e Zukertort fossem claramente mais fortes. Permaneceu como um dos vinte melhores até 1902, aos 61 anos de idade.

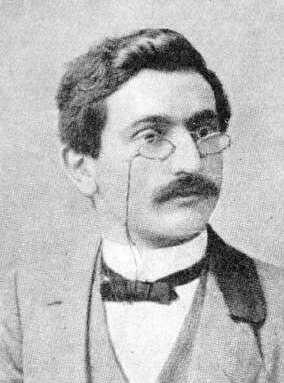
Emanuel Lasker, o sucessor de Steinitz no campeonato mundial dominou o xadrez na segunda metade da carreira de Blackburne

Seus melhores resultados foram em torneios internacionais e embora estes não fossem tão frequentes quanto posteriormente passaram a ser, Blackburne jogou com regularidade em quase um torneio por ano entre 1870 e 1899, e regularmente no Campeonato de Xadrez Alemão, que era aberto. No Torneio Internacional de Viena em 1873,  dividiu o primeiro lugar com Stenitz, ocasião em que os comentaristas o apelidaram de The Black Death (Steinitz venceu a partida de desempate);; em Londres (1876), terminou em primeiro com um resultado de 10/11 ficando a frente de Zukertort;  e primeiro em Berlim em 1881 três pontos a frente de Zukertort. Ele também ficou em segundo lugar no mini-torneio disputado em Londres em 1872, terminando apenas atrás de Steinitz mas a frente de Zukertort, De Vere e George Alcock MacDonnell; dividiu o 2º lugar em Hamburgo em 1885 com Siegbert Tarrasch, James Mason, Berthold Englisch e Max Weiss; atrás de Isidor Gunsberg; dividiu o 2º lugar em Frankfurt am Main em 1887 com Weiss, atrás de Mackenzie e a frente de Curt von Bardeleben, Tarrasch. Seu pior resultado neste período de 20 anos foi um 6º lugar em Viena em 1882, ocasião em que todos os seus principais rivais ficaram a sua frente.
Na segunda metade da década de 1890 Blackburne não foi bem sucedido nos torneios. Neste período ele já competia contra a geração de enxadristas modernistas contemporâneos de Lasker. Apesar disso seu pior resultado foi um 10º lugar em Hastings em 1895 e 11º em Nuremberga em 1896; Lasker e os principais enxadristas da nova geração participaram de ambos os torneios, e em ambos Blackburne terminou a frente de fortes enxadristas de ambas as gerações.
O site Chessmetrics avalia que as melhores performances de Blackburne, levando em conta a força de seus oponentes, foi o 2º lugar em Frankfurt em 1887 e Londres em 1892, atrás de Lasker. Em 1892 ele terminou apenas ½ ponto atrás de Lasker e 2 a frente do 3º lugar, Mason. Os resultados de Blackburne em confrontos individuais não são tão impressionantes, particularmente contra Steinitz em 1862 (+1, -7, =2) e 1876 (+0, -7, =0); embora em 1862 Blackburne tivesse apenas 2 anos de experiência, e em 1876 Steinitz estava no auge de sua carreira numa série de 24 vitórias. Em 1881, Zukertort estava no auge de sua carreira e também derrotou Blackburne numa série de (+2 =5 -7); e a saúde de Zukertort já comprometia sua competitividade quando Blackburne o derrotou em 1887 (+5-1=7). Por outro lado contra Gunsberg, Blackburne venceu o confronto em 1881 (+7 -4 =3) e perdeu em 1887 (+2, -5, =6) sendo esta a melhor performance de Gunsberg.

### Exibições em partidas simultâneas e às cegas
|   | a | b | c | d | e | f | g | h |   |
| 8 | a8 preto torre · c8 preto bispo · d8 preto rainha · e8 preto rei · f8 preto bispo · g8 preto cavalo · h8 preto torre · a7 preto peão · b7 preto peão · c7 preto peão · d7 preto peão · f7 preto peão · g7 preto peão · h7 preto peão · e5 preto peão · c4 branco bispo · d4 preto cavalo · e4 branco peão · f3 branco cavalo · a2 branco peão · b2 branco peão · c2 branco peão · d2 branco peão · f2 branco peão · g2 branco peão · h2 branco peão · a1 branco torre · b1 branco cavalo · c1 branco bispo · d1 branco rainha · e1 branco rei · h1 branco torre | a8 preto torre · c8 preto bispo · d8 preto rainha · e8 preto rei · f8 preto bispo · g8 preto cavalo · h8 preto torre · a7 preto peão · b7 preto peão · c7 preto peão · d7 preto peão · f7 preto peão · g7 preto peão · h7 preto peão · e5 preto peão · c4 branco bispo · d4 preto cavalo · e4 branco peão · f3 branco cavalo · a2 branco peão · b2 branco peão · c2 branco peão · d2 branco peão · f2 branco peão · g2 branco peão · h2 branco peão · a1 branco torre · b1 branco cavalo · c1 branco bispo · d1 branco rainha · e1 branco rei · h1 branco torre | a8 preto torre · c8 preto bispo · d8 preto rainha · e8 preto rei · f8 preto bispo · g8 preto cavalo · h8 preto torre · a7 preto peão · b7 preto peão · c7 preto peão · d7 preto peão · f7 preto peão · g7 preto peão · h7 preto peão · e5 preto peão · c4 branco bispo · d4 preto cavalo · e4 branco peão · f3 branco cavalo · a2 branco peão · b2 branco peão · c2 branco peão · d2 branco peão · f2 branco peão · g2 branco peão · h2 branco peão · a1 branco torre · b1 branco cavalo · c1 branco bispo · d1 branco rainha · e1 branco rei · h1 branco torre | a8 preto torre · c8 preto bispo · d8 preto rainha · e8 preto rei · f8 preto bispo · g8 preto cavalo · h8 preto torre · a7 preto peão · b7 preto peão · c7 preto peão · d7 preto peão · f7 preto peão · g7 preto peão · h7 preto peão · e5 preto peão · c4 branco bispo · d4 preto cavalo · e4 branco peão · f3 branco cavalo · a2 branco peão · b2 branco peão · c2 branco peão · d2 branco peão · f2 branco peão · g2 branco peão · h2 branco peão · a1 branco torre · b1 branco cavalo · c1 branco bispo · d1 branco rainha · e1 branco rei · h1 branco torre | a8 preto torre · c8 preto bispo · d8 preto rainha · e8 preto rei · f8 preto bispo · g8 preto cavalo · h8 preto torre · a7 preto peão · b7 preto peão · c7 preto peão · d7 preto peão · f7 preto peão · g7 preto peão · h7 preto peão · e5 preto peão · c4 branco bispo · d4 preto cavalo · e4 branco peão · f3 branco cavalo · a2 branco peão · b2 branco peão · c2 branco peão · d2 branco peão · f2 branco peão · g2 branco peão · h2 branco peão · a1 branco torre · b1 branco cavalo · c1 branco bispo · d1 branco rainha · e1 branco rei · h1 branco torre | a8 preto torre · c8 preto bispo · d8 preto rainha · e8 preto rei · f8 preto bispo · g8 preto cavalo · h8 preto torre · a7 preto peão · b7 preto peão · c7 preto peão · d7 preto peão · f7 preto peão · g7 preto peão · h7 preto peão · e5 preto peão · c4 branco bispo · d4 preto cavalo · e4 branco peão · f3 branco cavalo · a2 branco peão · b2 branco peão · c2 branco peão · d2 branco peão · f2 branco peão · g2 branco peão · h2 branco peão · a1 branco torre · b1 branco cavalo · c1 branco bispo · d1 branco rainha · e1 branco rei · h1 branco torre | a8 preto torre · c8 preto bispo · d8 preto rainha · e8 preto rei · f8 preto bispo · g8 preto cavalo · h8 preto torre · a7 preto peão · b7 preto peão · c7 preto peão · d7 preto peão · f7 preto peão · g7 preto peão · h7 preto peão · e5 preto peão · c4 branco bispo · d4 preto cavalo · e4 branco peão · f3 branco cavalo · a2 branco peão · b2 branco peão · c2 branco peão · d2 branco peão · f2 branco peão · g2 branco peão · h2 branco peão · a1 branco torre · b1 branco cavalo · c1 branco bispo · d1 branco rainha · e1 branco rei · h1 branco torre | a8 preto torre · c8 preto bispo · d8 preto rainha · e8 preto rei · f8 preto bispo · g8 preto cavalo · h8 preto torre · a7 preto peão · b7 preto peão · c7 preto peão · d7 preto peão · f7 preto peão · g7 preto peão · h7 preto peão · e5 preto peão · c4 branco bispo · d4 preto cavalo · e4 branco peão · f3 branco cavalo · a2 branco peão · b2 branco peão · c2 branco peão · d2 branco peão · f2 branco peão · g2 branco peão · h2 branco peão · a1 branco torre · b1 branco cavalo · c1 branco bispo · d1 branco rainha · e1 branco rei · h1 branco torre | 8 |
| 7 | a8 preto torre · c8 preto bispo · d8 preto rainha · e8 preto rei · f8 preto bispo · g8 preto cavalo · h8 preto torre · a7 preto peão · b7 preto peão · c7 preto peão · d7 preto peão · f7 preto peão · g7 preto peão · h7 preto peão · e5 preto peão · c4 branco bispo · d4 preto cavalo · e4 branco peão · f3 branco cavalo · a2 branco peão · b2 branco peão · c2 branco peão · d2 branco peão · f2 branco peão · g2 branco peão · h2 branco peão · a1 branco torre · b1 branco cavalo · c1 branco bispo · d1 branco rainha · e1 branco rei · h1 branco torre | a8 preto torre · c8 preto bispo · d8 preto rainha · e8 preto rei · f8 preto bispo · g8 preto cavalo · h8 preto torre · a7 preto peão · b7 preto peão · c7 preto peão · d7 preto peão · f7 preto peão · g7 preto peão · h7 preto peão · e5 preto peão · c4 branco bispo · d4 preto cavalo · e4 branco peão · f3 branco cavalo · a2 branco peão · b2 branco peão · c2 branco peão · d2 branco peão · f2 branco peão · g2 branco peão · h2 branco peão · a1 branco torre · b1 branco cavalo · c1 branco bispo · d1 branco rainha · e1 branco rei · h1 branco torre | a8 preto torre · c8 preto bispo · d8 preto rainha · e8 preto rei · f8 preto bispo · g8 preto cavalo · h8 preto torre · a7 preto peão · b7 preto peão · c7 preto peão · d7 preto peão · f7 preto peão · g7 preto peão · h7 preto peão · e5 preto peão · c4 branco bispo · d4 preto cavalo · e4 branco peão · f3 branco cavalo · a2 branco peão · b2 branco peão · c2 branco peão · d2 branco peão · f2 branco peão · g2 branco peão · h2 branco peão · a1 branco torre · b1 branco cavalo · c1 branco bispo · d1 branco rainha · e1 branco rei · h1 branco torre | a8 preto torre · c8 preto bispo · d8 preto rainha · e8 preto rei · f8 preto bispo · g8 preto cavalo · h8 preto torre · a7 preto peão · b7 preto peão · c7 preto peão · d7 preto peão · f7 preto peão · g7 preto peão · h7 preto peão · e5 preto peão · c4 branco bispo · d4 preto cavalo · e4 branco peão · f3 branco cavalo · a2 branco peão · b2 branco peão · c2 branco peão · d2 branco peão · f2 branco peão · g2 branco peão · h2 branco peão · a1 branco torre · b1 branco cavalo · c1 branco bispo · d1 branco rainha · e1 branco rei · h1 branco torre | a8 preto torre · c8 preto bispo · d8 preto rainha · e8 preto rei · f8 preto bispo · g8 preto cavalo · h8 preto torre · a7 preto peão · b7 preto peão · c7 preto peão · d7 preto peão · f7 preto peão · g7 preto peão · h7 preto peão · e5 preto peão · c4 branco bispo · d4 preto cavalo · e4 branco peão · f3 branco cavalo · a2 branco peão · b2 branco peão · c2 branco peão · d2 branco peão · f2 branco peão · g2 branco peão · h2 branco peão · a1 branco torre · b1 branco cavalo · c1 branco bispo · d1 branco rainha · e1 branco rei · h1 branco torre | a8 preto torre · c8 preto bispo · d8 preto rainha · e8 preto rei · f8 preto bispo · g8 preto cavalo · h8 preto torre · a7 preto peão · b7 preto peão · c7 preto peão · d7 preto peão · f7 preto peão · g7 preto peão · h7 preto peão · e5 preto peão · c4 branco bispo · d4 preto cavalo · e4 branco peão · f3 branco cavalo · a2 branco peão · b2 branco peão · c2 branco peão · d2 branco peão · f2 branco peão · g2 branco peão · h2 branco peão · a1 branco torre · b1 branco cavalo · c1 branco bispo · d1 branco rainha · e1 branco rei · h1 branco torre | a8 preto torre · c8 preto bispo · d8 preto rainha · e8 preto rei · f8 preto bispo · g8 preto cavalo · h8 preto torre · a7 preto peão · b7 preto peão · c7 preto peão · d7 preto peão · f7 preto peão · g7 preto peão · h7 preto peão · e5 preto peão · c4 branco bispo · d4 preto cavalo · e4 branco peão · f3 branco cavalo · a2 branco peão · b2 branco peão · c2 branco peão · d2 branco peão · f2 branco peão · g2 branco peão · h2 branco peão · a1 branco torre · b1 branco cavalo · c1 branco bispo · d1 branco rainha · e1 branco rei · h1 branco torre | a8 preto torre · c8 preto bispo · d8 preto rainha · e8 preto rei · f8 preto bispo · g8 preto cavalo · h8 preto torre · a7 preto peão · b7 preto peão · c7 preto peão · d7 preto peão · f7 preto peão · g7 preto peão · h7 preto peão · e5 preto peão · c4 branco bispo · d4 preto cavalo · e4 branco peão · f3 branco cavalo · a2 branco peão · b2 branco peão · c2 branco peão · d2 branco peão · f2 branco peão · g2 branco peão · h2 branco peão · a1 branco torre · b1 branco cavalo · c1 branco bispo · d1 branco rainha · e1 branco rei · h1 branco torre | 7 |
| 6 | a8 preto torre · c8 preto bispo · d8 preto rainha · e8 preto rei · f8 preto bispo · g8 preto cavalo · h8 preto torre · a7 preto peão · b7 preto peão · c7 preto peão · d7 preto peão · f7 preto peão · g7 preto peão · h7 preto peão · e5 preto peão · c4 branco bispo · d4 preto cavalo · e4 branco peão · f3 branco cavalo · a2 branco peão · b2 branco peão · c2 branco peão · d2 branco peão · f2 branco peão · g2 branco peão · h2 branco peão · a1 branco torre · b1 branco cavalo · c1 branco bispo · d1 branco rainha · e1 branco rei · h1 branco torre | a8 preto torre · c8 preto bispo · d8 preto rainha · e8 preto rei · f8 preto bispo · g8 preto cavalo · h8 preto torre · a7 preto peão · b7 preto peão · c7 preto peão · d7 preto peão · f7 preto peão · g7 preto peão · h7 preto peão · e5 preto peão · c4 branco bispo · d4 preto cavalo · e4 branco peão · f3 branco cavalo · a2 branco peão · b2 branco peão · c2 branco peão · d2 branco peão · f2 branco peão · g2 branco peão · h2 branco peão · a1 branco torre · b1 branco cavalo · c1 branco bispo · d1 branco rainha · e1 branco rei · h1 branco torre | a8 preto torre · c8 preto bispo · d8 preto rainha · e8 preto rei · f8 preto bispo · g8 preto cavalo · h8 preto torre · a7 preto peão · b7 preto peão · c7 preto peão · d7 preto peão · f7 preto peão · g7 preto peão · h7 preto peão · e5 preto peão · c4 branco bispo · d4 preto cavalo · e4 branco peão · f3 branco cavalo · a2 branco peão · b2 branco peão · c2 branco peão · d2 branco peão · f2 branco peão · g2 branco peão · h2 branco peão · a1 branco torre · b1 branco cavalo · c1 branco bispo · d1 branco rainha · e1 branco rei · h1 branco torre | a8 preto torre · c8 preto bispo · d8 preto rainha · e8 preto rei · f8 preto bispo · g8 preto cavalo · h8 preto torre · a7 preto peão · b7 preto peão · c7 preto peão · d7 preto peão · f7 preto peão · g7 preto peão · h7 preto peão · e5 preto peão · c4 branco bispo · d4 preto cavalo · e4 branco peão · f3 branco cavalo · a2 branco peão · b2 branco peão · c2 branco peão · d2 branco peão · f2 branco peão · g2 branco peão · h2 branco peão · a1 branco torre · b1 branco cavalo · c1 branco bispo · d1 branco rainha · e1 branco rei · h1 branco torre | a8 preto torre · c8 preto bispo · d8 preto rainha · e8 preto rei · f8 preto bispo · g8 preto cavalo · h8 preto torre · a7 preto peão · b7 preto peão · c7 preto peão · d7 preto peão · f7 preto peão · g7 preto peão · h7 preto peão · e5 preto peão · c4 branco bispo · d4 preto cavalo · e4 branco peão · f3 branco cavalo · a2 branco peão · b2 branco peão · c2 branco peão · d2 branco peão · f2 branco peão · g2 branco peão · h2 branco peão · a1 branco torre · b1 branco cavalo · c1 branco bispo · d1 branco rainha · e1 branco rei · h1 branco torre | a8 preto torre · c8 preto bispo · d8 preto rainha · e8 preto rei · f8 preto bispo · g8 preto cavalo · h8 preto torre · a7 preto peão · b7 preto peão · c7 preto peão · d7 preto peão · f7 preto peão · g7 preto peão · h7 preto peão · e5 preto peão · c4 branco bispo · d4 preto cavalo · e4 branco peão · f3 branco cavalo · a2 branco peão · b2 branco peão · c2 branco peão · d2 branco peão · f2 branco peão · g2 branco peão · h2 branco peão · a1 branco torre · b1 branco cavalo · c1 branco bispo · d1 branco rainha · e1 branco rei · h1 branco torre | a8 preto torre · c8 preto bispo · d8 preto rainha · e8 preto rei · f8 preto bispo · g8 preto cavalo · h8 preto torre · a7 preto peão · b7 preto peão · c7 preto peão · d7 preto peão · f7 preto peão · g7 preto peão · h7 preto peão · e5 preto peão · c4 branco bispo · d4 preto cavalo · e4 branco peão · f3 branco cavalo · a2 branco peão · b2 branco peão · c2 branco peão · d2 branco peão · f2 branco peão · g2 branco peão · h2 branco peão · a1 branco torre · b1 branco cavalo · c1 branco bispo · d1 branco rainha · e1 branco rei · h1 branco torre | a8 preto torre · c8 preto bispo · d8 preto rainha · e8 preto rei · f8 preto bispo · g8 preto cavalo · h8 preto torre · a7 preto peão · b7 preto peão · c7 preto peão · d7 preto peão · f7 preto peão · g7 preto peão · h7 preto peão · e5 preto peão · c4 branco bispo · d4 preto cavalo · e4 branco peão · f3 branco cavalo · a2 branco peão · b2 branco peão · c2 branco peão · d2 branco peão · f2 branco peão · g2 branco peão · h2 branco peão · a1 branco torre · b1 branco cavalo · c1 branco bispo · d1 branco rainha · e1 branco rei · h1 branco torre | 6 |
| 5 | a8 preto torre · c8 preto bispo · d8 preto rainha · e8 preto rei · f8 preto bispo · g8 preto cavalo · h8 preto torre · a7 preto peão · b7 preto peão · c7 preto peão · d7 preto peão · f7 preto peão · g7 preto peão · h7 preto peão · e5 preto peão · c4 branco bispo · d4 preto cavalo · e4 branco peão · f3 branco cavalo · a2 branco peão · b2 branco peão · c2 branco peão · d2 branco peão · f2 branco peão · g2 branco peão · h2 branco peão · a1 branco torre · b1 branco cavalo · c1 branco bispo · d1 branco rainha · e1 branco rei · h1 branco torre | a8 preto torre · c8 preto bispo · d8 preto rainha · e8 preto rei · f8 preto bispo · g8 preto cavalo · h8 preto torre · a7 preto peão · b7 preto peão · c7 preto peão · d7 preto peão · f7 preto peão · g7 preto peão · h7 preto peão · e5 preto peão · c4 branco bispo · d4 preto cavalo · e4 branco peão · f3 branco cavalo · a2 branco peão · b2 branco peão · c2 branco peão · d2 branco peão · f2 branco peão · g2 branco peão · h2 branco peão · a1 branco torre · b1 branco cavalo · c1 branco bispo · d1 branco rainha · e1 branco rei · h1 branco torre | a8 preto torre · c8 preto bispo · d8 preto rainha · e8 preto rei · f8 preto bispo · g8 preto cavalo · h8 preto torre · a7 preto peão · b7 preto peão · c7 preto peão · d7 preto peão · f7 preto peão · g7 preto peão · h7 preto peão · e5 preto peão · c4 branco bispo · d4 preto cavalo · e4 branco peão · f3 branco cavalo · a2 branco peão · b2 branco peão · c2 branco peão · d2 branco peão · f2 branco peão · g2 branco peão · h2 branco peão · a1 branco torre · b1 branco cavalo · c1 branco bispo · d1 branco rainha · e1 branco rei · h1 branco torre | a8 preto torre · c8 preto bispo · d8 preto rainha · e8 preto rei · f8 preto bispo · g8 preto cavalo · h8 preto torre · a7 preto peão · b7 preto peão · c7 preto peão · d7 preto peão · f7 preto peão · g7 preto peão · h7 preto peão · e5 preto peão · c4 branco bispo · d4 preto cavalo · e4 branco peão · f3 branco cavalo · a2 branco peão · b2 branco peão · c2 branco peão · d2 branco peão · f2 branco peão · g2 branco peão · h2 branco peão · a1 branco torre · b1 branco cavalo · c1 branco bispo · d1 branco rainha · e1 branco rei · h1 branco torre | a8 preto torre · c8 preto bispo · d8 preto rainha · e8 preto rei · f8 preto bispo · g8 preto cavalo · h8 preto torre · a7 preto peão · b7 preto peão · c7 preto peão · d7 preto peão · f7 preto peão · g7 preto peão · h7 preto peão · e5 preto peão · c4 branco bispo · d4 preto cavalo · e4 branco peão · f3 branco cavalo · a2 branco peão · b2 branco peão · c2 branco peão · d2 branco peão · f2 branco peão · g2 branco peão · h2 branco peão · a1 branco torre · b1 branco cavalo · c1 branco bispo · d1 branco rainha · e1 branco rei · h1 branco torre | a8 preto torre · c8 preto bispo · d8 preto rainha · e8 preto rei · f8 preto bispo · g8 preto cavalo · h8 preto torre · a7 preto peão · b7 preto peão · c7 preto peão · d7 preto peão · f7 preto peão · g7 preto peão · h7 preto peão · e5 preto peão · c4 branco bispo · d4 preto cavalo · e4 branco peão · f3 branco cavalo · a2 branco peão · b2 branco peão · c2 branco peão · d2 branco peão · f2 branco peão · g2 branco peão · h2 branco peão · a1 branco torre · b1 branco cavalo · c1 branco bispo · d1 branco rainha · e1 branco rei · h1 branco torre | a8 preto torre · c8 preto bispo · d8 preto rainha · e8 preto rei · f8 preto bispo · g8 preto cavalo · h8 preto torre · a7 preto peão · b7 preto peão · c7 preto peão · d7 preto peão · f7 preto peão · g7 preto peão · h7 preto peão · e5 preto peão · c4 branco bispo · d4 preto cavalo · e4 branco peão · f3 branco cavalo · a2 branco peão · b2 branco peão · c2 branco peão · d2 branco peão · f2 branco peão · g2 branco peão · h2 branco peão · a1 branco torre · b1 branco cavalo · c1 branco bispo · d1 branco rainha · e1 branco rei · h1 branco torre | a8 preto torre · c8 preto bispo · d8 preto rainha · e8 preto rei · f8 preto bispo · g8 preto cavalo · h8 preto torre · a7 preto peão · b7 preto peão · c7 preto peão · d7 preto peão · f7 preto peão · g7 preto peão · h7 preto peão · e5 preto peão · c4 branco bispo · d4 preto cavalo · e4 branco peão · f3 branco cavalo · a2 branco peão · b2 branco peão · c2 branco peão · d2 branco peão · f2 branco peão · g2 branco peão · h2 branco peão · a1 branco torre · b1 branco cavalo · c1 branco bispo · d1 branco rainha · e1 branco rei · h1 branco torre | 5 |
| 4 | a8 preto torre · c8 preto bispo · d8 preto rainha · e8 preto rei · f8 preto bispo · g8 preto cavalo · h8 preto torre · a7 preto peão · b7 preto peão · c7 preto peão · d7 preto peão · f7 preto peão · g7 preto peão · h7 preto peão · e5 preto peão · c4 branco bispo · d4 preto cavalo · e4 branco peão · f3 branco cavalo · a2 branco peão · b2 branco peão · c2 branco peão · d2 branco peão · f2 branco peão · g2 branco peão · h2 branco peão · a1 branco torre · b1 branco cavalo · c1 branco bispo · d1 branco rainha · e1 branco rei · h1 branco torre | a8 preto torre · c8 preto bispo · d8 preto rainha · e8 preto rei · f8 preto bispo · g8 preto cavalo · h8 preto torre · a7 preto peão · b7 preto peão · c7 preto peão · d7 preto peão · f7 preto peão · g7 preto peão · h7 preto peão · e5 preto peão · c4 branco bispo · d4 preto cavalo · e4 branco peão · f3 branco cavalo · a2 branco peão · b2 branco peão · c2 branco peão · d2 branco peão · f2 branco peão · g2 branco peão · h2 branco peão · a1 branco torre · b1 branco cavalo · c1 branco bispo · d1 branco rainha · e1 branco rei · h1 branco torre | a8 preto torre · c8 preto bispo · d8 preto rainha · e8 preto rei · f8 preto bispo · g8 preto cavalo · h8 preto torre · a7 preto peão · b7 preto peão · c7 preto peão · d7 preto peão · f7 preto peão · g7 preto peão · h7 preto peão · e5 preto peão · c4 branco bispo · d4 preto cavalo · e4 branco peão · f3 branco cavalo · a2 branco peão · b2 branco peão · c2 branco peão · d2 branco peão · f2 branco peão · g2 branco peão · h2 branco peão · a1 branco torre · b1 branco cavalo · c1 branco bispo · d1 branco rainha · e1 branco rei · h1 branco torre | a8 preto torre · c8 preto bispo · d8 preto rainha · e8 preto rei · f8 preto bispo · g8 preto cavalo · h8 preto torre · a7 preto peão · b7 preto peão · c7 preto peão · d7 preto peão · f7 preto peão · g7 preto peão · h7 preto peão · e5 preto peão · c4 branco bispo · d4 preto cavalo · e4 branco peão · f3 branco cavalo · a2 branco peão · b2 branco peão · c2 branco peão · d2 branco peão · f2 branco peão · g2 branco peão · h2 branco peão · a1 branco torre · b1 branco cavalo · c1 branco bispo · d1 branco rainha · e1 branco rei · h1 branco torre | a8 preto torre · c8 preto bispo · d8 preto rainha · e8 preto rei · f8 preto bispo · g8 preto cavalo · h8 preto torre · a7 preto peão · b7 preto peão · c7 preto peão · d7 preto peão · f7 preto peão · g7 preto peão · h7 preto peão · e5 preto peão · c4 branco bispo · d4 preto cavalo · e4 branco peão · f3 branco cavalo · a2 branco peão · b2 branco peão · c2 branco peão · d2 branco peão · f2 branco peão · g2 branco peão · h2 branco peão · a1 branco torre · b1 branco cavalo · c1 branco bispo · d1 branco rainha · e1 branco rei · h1 branco torre | a8 preto torre · c8 preto bispo · d8 preto rainha · e8 preto rei · f8 preto bispo · g8 preto cavalo · h8 preto torre · a7 preto peão · b7 preto peão · c7 preto peão · d7 preto peão · f7 preto peão · g7 preto peão · h7 preto peão · e5 preto peão · c4 branco bispo · d4 preto cavalo · e4 branco peão · f3 branco cavalo · a2 branco peão · b2 branco peão · c2 branco peão · d2 branco peão · f2 branco peão · g2 branco peão · h2 branco peão · a1 branco torre · b1 branco cavalo · c1 branco bispo · d1 branco rainha · e1 branco rei · h1 branco torre | a8 preto torre · c8 preto bispo · d8 preto rainha · e8 preto rei · f8 preto bispo · g8 preto cavalo · h8 preto torre · a7 preto peão · b7 preto peão · c7 preto peão · d7 preto peão · f7 preto peão · g7 preto peão · h7 preto peão · e5 preto peão · c4 branco bispo · d4 preto cavalo · e4 branco peão · f3 branco cavalo · a2 branco peão · b2 branco peão · c2 branco peão · d2 branco peão · f2 branco peão · g2 branco peão · h2 branco peão · a1 branco torre · b1 branco cavalo · c1 branco bispo · d1 branco rainha · e1 branco rei · h1 branco torre | a8 preto torre · c8 preto bispo · d8 preto rainha · e8 preto rei · f8 preto bispo · g8 preto cavalo · h8 preto torre · a7 preto peão · b7 preto peão · c7 preto peão · d7 preto peão · f7 preto peão · g7 preto peão · h7 preto peão · e5 preto peão · c4 branco bispo · d4 preto cavalo · e4 branco peão · f3 branco cavalo · a2 branco peão · b2 branco peão · c2 branco peão · d2 branco peão · f2 branco peão · g2 branco peão · h2 branco peão · a1 branco torre · b1 branco cavalo · c1 branco bispo · d1 branco rainha · e1 branco rei · h1 branco torre | 4 |
| 3 | a8 preto torre · c8 preto bispo · d8 preto rainha · e8 preto rei · f8 preto bispo · g8 preto cavalo · h8 preto torre · a7 preto peão · b7 preto peão · c7 preto peão · d7 preto peão · f7 preto peão · g7 preto peão · h7 preto peão · e5 preto peão · c4 branco bispo · d4 preto cavalo · e4 branco peão · f3 branco cavalo · a2 branco peão · b2 branco peão · c2 branco peão · d2 branco peão · f2 branco peão · g2 branco peão · h2 branco peão · a1 branco torre · b1 branco cavalo · c1 branco bispo · d1 branco rainha · e1 branco rei · h1 branco torre | a8 preto torre · c8 preto bispo · d8 preto rainha · e8 preto rei · f8 preto bispo · g8 preto cavalo · h8 preto torre · a7 preto peão · b7 preto peão · c7 preto peão · d7 preto peão · f7 preto peão · g7 preto peão · h7 preto peão · e5 preto peão · c4 branco bispo · d4 preto cavalo · e4 branco peão · f3 branco cavalo · a2 branco peão · b2 branco peão · c2 branco peão · d2 branco peão · f2 branco peão · g2 branco peão · h2 branco peão · a1 branco torre · b1 branco cavalo · c1 branco bispo · d1 branco rainha · e1 branco rei · h1 branco torre | a8 preto torre · c8 preto bispo · d8 preto rainha · e8 preto rei · f8 preto bispo · g8 preto cavalo · h8 preto torre · a7 preto peão · b7 preto peão · c7 preto peão · d7 preto peão · f7 preto peão · g7 preto peão · h7 preto peão · e5 preto peão · c4 branco bispo · d4 preto cavalo · e4 branco peão · f3 branco cavalo · a2 branco peão · b2 branco peão · c2 branco peão · d2 branco peão · f2 branco peão · g2 branco peão · h2 branco peão · a1 branco torre · b1 branco cavalo · c1 branco bispo · d1 branco rainha · e1 branco rei · h1 branco torre | a8 preto torre · c8 preto bispo · d8 preto rainha · e8 preto rei · f8 preto bispo · g8 preto cavalo · h8 preto torre · a7 preto peão · b7 preto peão · c7 preto peão · d7 preto peão · f7 preto peão · g7 preto peão · h7 preto peão · e5 preto peão · c4 branco bispo · d4 preto cavalo · e4 branco peão · f3 branco cavalo · a2 branco peão · b2 branco peão · c2 branco peão · d2 branco peão · f2 branco peão · g2 branco peão · h2 branco peão · a1 branco torre · b1 branco cavalo · c1 branco bispo · d1 branco rainha · e1 branco rei · h1 branco torre | a8 preto torre · c8 preto bispo · d8 preto rainha · e8 preto rei · f8 preto bispo · g8 preto cavalo · h8 preto torre · a7 preto peão · b7 preto peão · c7 preto peão · d7 preto peão · f7 preto peão · g7 preto peão · h7 preto peão · e5 preto peão · c4 branco bispo · d4 preto cavalo · e4 branco peão · f3 branco cavalo · a2 branco peão · b2 branco peão · c2 branco peão · d2 branco peão · f2 branco peão · g2 branco peão · h2 branco peão · a1 branco torre · b1 branco cavalo · c1 branco bispo · d1 branco rainha · e1 branco rei · h1 branco torre | a8 preto torre · c8 preto bispo · d8 preto rainha · e8 preto rei · f8 preto bispo · g8 preto cavalo · h8 preto torre · a7 preto peão · b7 preto peão · c7 preto peão · d7 preto peão · f7 preto peão · g7 preto peão · h7 preto peão · e5 preto peão · c4 branco bispo · d4 preto cavalo · e4 branco peão · f3 branco cavalo · a2 branco peão · b2 branco peão · c2 branco peão · d2 branco peão · f2 branco peão · g2 branco peão · h2 branco peão · a1 branco torre · b1 branco cavalo · c1 branco bispo · d1 branco rainha · e1 branco rei · h1 branco torre | a8 preto torre · c8 preto bispo · d8 preto rainha · e8 preto rei · f8 preto bispo · g8 preto cavalo · h8 preto torre · a7 preto peão · b7 preto peão · c7 preto peão · d7 preto peão · f7 preto peão · g7 preto peão · h7 preto peão · e5 preto peão · c4 branco bispo · d4 preto cavalo · e4 branco peão · f3 branco cavalo · a2 branco peão · b2 branco peão · c2 branco peão · d2 branco peão · f2 branco peão · g2 branco peão · h2 branco peão · a1 branco torre · b1 branco cavalo · c1 branco bispo · d1 branco rainha · e1 branco rei · h1 branco torre | a8 preto torre · c8 preto bispo · d8 preto rainha · e8 preto rei · f8 preto bispo · g8 preto cavalo · h8 preto torre · a7 preto peão · b7 preto peão · c7 preto peão · d7 preto peão · f7 preto peão · g7 preto peão · h7 preto peão · e5 preto peão · c4 branco bispo · d4 preto cavalo · e4 branco peão · f3 branco cavalo · a2 branco peão · b2 branco peão · c2 branco peão · d2 branco peão · f2 branco peão · g2 branco peão · h2 branco peão · a1 branco torre · b1 branco cavalo · c1 branco bispo · d1 branco rainha · e1 branco rei · h1 branco torre | 3 |
| 2 | a8 preto torre · c8 preto bispo · d8 preto rainha · e8 preto rei · f8 preto bispo · g8 preto cavalo · h8 preto torre · a7 preto peão · b7 preto peão · c7 preto peão · d7 preto peão · f7 preto peão · g7 preto peão · h7 preto peão · e5 preto peão · c4 branco bispo · d4 preto cavalo · e4 branco peão · f3 branco cavalo · a2 branco peão · b2 branco peão · c2 branco peão · d2 branco peão · f2 branco peão · g2 branco peão · h2 branco peão · a1 branco torre · b1 branco cavalo · c1 branco bispo · d1 branco rainha · e1 branco rei · h1 branco torre | a8 preto torre · c8 preto bispo · d8 preto rainha · e8 preto rei · f8 preto bispo · g8 preto cavalo · h8 preto torre · a7 preto peão · b7 preto peão · c7 preto peão · d7 preto peão · f7 preto peão · g7 preto peão · h7 preto peão · e5 preto peão · c4 branco bispo · d4 preto cavalo · e4 branco peão · f3 branco cavalo · a2 branco peão · b2 branco peão · c2 branco peão · d2 branco peão · f2 branco peão · g2 branco peão · h2 branco peão · a1 branco torre · b1 branco cavalo · c1 branco bispo · d1 branco rainha · e1 branco rei · h1 branco torre | a8 preto torre · c8 preto bispo · d8 preto rainha · e8 preto rei · f8 preto bispo · g8 preto cavalo · h8 preto torre · a7 preto peão · b7 preto peão · c7 preto peão · d7 preto peão · f7 preto peão · g7 preto peão · h7 preto peão · e5 preto peão · c4 branco bispo · d4 preto cavalo · e4 branco peão · f3 branco cavalo · a2 branco peão · b2 branco peão · c2 branco peão · d2 branco peão · f2 branco peão · g2 branco peão · h2 branco peão · a1 branco torre · b1 branco cavalo · c1 branco bispo · d1 branco rainha · e1 branco rei · h1 branco torre | a8 preto torre · c8 preto bispo · d8 preto rainha · e8 preto rei · f8 preto bispo · g8 preto cavalo · h8 preto torre · a7 preto peão · b7 preto peão · c7 preto peão · d7 preto peão · f7 preto peão · g7 preto peão · h7 preto peão · e5 preto peão · c4 branco bispo · d4 preto cavalo · e4 branco peão · f3 branco cavalo · a2 branco peão · b2 branco peão · c2 branco peão · d2 branco peão · f2 branco peão · g2 branco peão · h2 branco peão · a1 branco torre · b1 branco cavalo · c1 branco bispo · d1 branco rainha · e1 branco rei · h1 branco torre | a8 preto torre · c8 preto bispo · d8 preto rainha · e8 preto rei · f8 preto bispo · g8 preto cavalo · h8 preto torre · a7 preto peão · b7 preto peão · c7 preto peão · d7 preto peão · f7 preto peão · g7 preto peão · h7 preto peão · e5 preto peão · c4 branco bispo · d4 preto cavalo · e4 branco peão · f3 branco cavalo · a2 branco peão · b2 branco peão · c2 branco peão · d2 branco peão · f2 branco peão · g2 branco peão · h2 branco peão · a1 branco torre · b1 branco cavalo · c1 branco bispo · d1 branco rainha · e1 branco rei · h1 branco torre | a8 preto torre · c8 preto bispo · d8 preto rainha · e8 preto rei · f8 preto bispo · g8 preto cavalo · h8 preto torre · a7 preto peão · b7 preto peão · c7 preto peão · d7 preto peão · f7 preto peão · g7 preto peão · h7 preto peão · e5 preto peão · c4 branco bispo · d4 preto cavalo · e4 branco peão · f3 branco cavalo · a2 branco peão · b2 branco peão · c2 branco peão · d2 branco peão · f2 branco peão · g2 branco peão · h2 branco peão · a1 branco torre · b1 branco cavalo · c1 branco bispo · d1 branco rainha · e1 branco rei · h1 branco torre | a8 preto torre · c8 preto bispo · d8 preto rainha · e8 preto rei · f8 preto bispo · g8 preto cavalo · h8 preto torre · a7 preto peão · b7 preto peão · c7 preto peão · d7 preto peão · f7 preto peão · g7 preto peão · h7 preto peão · e5 preto peão · c4 branco bispo · d4 preto cavalo · e4 branco peão · f3 branco cavalo · a2 branco peão · b2 branco peão · c2 branco peão · d2 branco peão · f2 branco peão · g2 branco peão · h2 branco peão · a1 branco torre · b1 branco cavalo · c1 branco bispo · d1 branco rainha · e1 branco rei · h1 branco torre | a8 preto torre · c8 preto bispo · d8 preto rainha · e8 preto rei · f8 preto bispo · g8 preto cavalo · h8 preto torre · a7 preto peão · b7 preto peão · c7 preto peão · d7 preto peão · f7 preto peão · g7 preto peão · h7 preto peão · e5 preto peão · c4 branco bispo · d4 preto cavalo · e4 branco peão · f3 branco cavalo · a2 branco peão · b2 branco peão · c2 branco peão · d2 branco peão · f2 branco peão · g2 branco peão · h2 branco peão · a1 branco torre · b1 branco cavalo · c1 branco bispo · d1 branco rainha · e1 branco rei · h1 branco torre | 2 |
| 1 | a8 preto torre · c8 preto bispo · d8 preto rainha · e8 preto rei · f8 preto bispo · g8 preto cavalo · h8 preto torre · a7 preto peão · b7 preto peão · c7 preto peão · d7 preto peão · f7 preto peão · g7 preto peão · h7 preto peão · e5 preto peão · c4 branco bispo · d4 preto cavalo · e4 branco peão · f3 branco cavalo · a2 branco peão · b2 branco peão · c2 branco peão · d2 branco peão · f2 branco peão · g2 branco peão · h2 branco peão · a1 branco torre · b1 branco cavalo · c1 branco bispo · d1 branco rainha · e1 branco rei · h1 branco torre | a8 preto torre · c8 preto bispo · d8 preto rainha · e8 preto rei · f8 preto bispo · g8 preto cavalo · h8 preto torre · a7 preto peão · b7 preto peão · c7 preto peão · d7 preto peão · f7 preto peão · g7 preto peão · h7 preto peão · e5 preto peão · c4 branco bispo · d4 preto cavalo · e4 branco peão · f3 branco cavalo · a2 branco peão · b2 branco peão · c2 branco peão · d2 branco peão · f2 branco peão · g2 branco peão · h2 branco peão · a1 branco torre · b1 branco cavalo · c1 branco bispo · d1 branco rainha · e1 branco rei · h1 branco torre | a8 preto torre · c8 preto bispo · d8 preto rainha · e8 preto rei · f8 preto bispo · g8 preto cavalo · h8 preto torre · a7 preto peão · b7 preto peão · c7 preto peão · d7 preto peão · f7 preto peão · g7 preto peão · h7 preto peão · e5 preto peão · c4 branco bispo · d4 preto cavalo · e4 branco peão · f3 branco cavalo · a2 branco peão · b2 branco peão · c2 branco peão · d2 branco peão · f2 branco peão · g2 branco peão · h2 branco peão · a1 branco torre · b1 branco cavalo · c1 branco bispo · d1 branco rainha · e1 branco rei · h1 branco torre | a8 preto torre · c8 preto bispo · d8 preto rainha · e8 preto rei · f8 preto bispo · g8 preto cavalo · h8 preto torre · a7 preto peão · b7 preto peão · c7 preto peão · d7 preto peão · f7 preto peão · g7 preto peão · h7 preto peão · e5 preto peão · c4 branco bispo · d4 preto cavalo · e4 branco peão · f3 branco cavalo · a2 branco peão · b2 branco peão · c2 branco peão · d2 branco peão · f2 branco peão · g2 branco peão · h2 branco peão · a1 branco torre · b1 branco cavalo · c1 branco bispo · d1 branco rainha · e1 branco rei · h1 branco torre | a8 preto torre · c8 preto bispo · d8 preto rainha · e8 preto rei · f8 preto bispo · g8 preto cavalo · h8 preto torre · a7 preto peão · b7 preto peão · c7 preto peão · d7 preto peão · f7 preto peão · g7 preto peão · h7 preto peão · e5 preto peão · c4 branco bispo · d4 preto cavalo · e4 branco peão · f3 branco cavalo · a2 branco peão · b2 branco peão · c2 branco peão · d2 branco peão · f2 branco peão · g2 branco peão · h2 branco peão · a1 branco torre · b1 branco cavalo · c1 branco bispo · d1 branco rainha · e1 branco rei · h1 branco torre | a8 preto torre · c8 preto bispo · d8 preto rainha · e8 preto rei · f8 preto bispo · g8 preto cavalo · h8 preto torre · a7 preto peão · b7 preto peão · c7 preto peão · d7 preto peão · f7 preto peão · g7 preto peão · h7 preto peão · e5 preto peão · c4 branco bispo · d4 preto cavalo · e4 branco peão · f3 branco cavalo · a2 branco peão · b2 branco peão · c2 branco peão · d2 branco peão · f2 branco peão · g2 branco peão · h2 branco peão · a1 branco torre · b1 branco cavalo · c1 branco bispo · d1 branco rainha · e1 branco rei · h1 branco torre | a8 preto torre · c8 preto bispo · d8 preto rainha · e8 preto rei · f8 preto bispo · g8 preto cavalo · h8 preto torre · a7 preto peão · b7 preto peão · c7 preto peão · d7 preto peão · f7 preto peão · g7 preto peão · h7 preto peão · e5 preto peão · c4 branco bispo · d4 preto cavalo · e4 branco peão · f3 branco cavalo · a2 branco peão · b2 branco peão · c2 branco peão · d2 branco peão · f2 branco peão · g2 branco peão · h2 branco peão · a1 branco torre · b1 branco cavalo · c1 branco bispo · d1 branco rainha · e1 branco rei · h1 branco torre | a8 preto torre · c8 preto bispo · d8 preto rainha · e8 preto rei · f8 preto bispo · g8 preto cavalo · h8 preto torre · a7 preto peão · b7 preto peão · c7 preto peão · d7 preto peão · f7 preto peão · g7 preto peão · h7 preto peão · e5 preto peão · c4 branco bispo · d4 preto cavalo · e4 branco peão · f3 branco cavalo · a2 branco peão · b2 branco peão · c2 branco peão · d2 branco peão · f2 branco peão · g2 branco peão · h2 branco peão · a1 branco torre · b1 branco cavalo · c1 branco bispo · d1 branco rainha · e1 branco rei · h1 branco torre | 1 |
|   | a | b | c | d | e | f | g | h |   |

Após perder seu emprego e desenvolver sua aptidão para a modalidade às cegas, Blackburne começou a participar de partidas simultâneas por toda a Inglaterra, e por grande parte de sua carreira fez destas exibições a sua principal fonte de renda. Ao contrário de enxadristas da época, comparecia a estes eventos com roupas casuais sempre conversando e contando histórias durante as partidas o que ajudou a aumentar mais ainda sua popularidade.  Chegou a viajar para a Austrália em 1885 e embora o motivo da viagem fosse uma orientação médica de que a viagem o ajudaria a curar de uma doença pulmonar que o acometia, realizou eventos de exibição devido a vários pedidos para tal.
A Teesside Chess Association, fundada em 1883 e agora chamada de Cleveland Chess Association convidou uma série de fortes enxadristas para partidas de exibição com o intuito de arrecadar fundos para a associação. Os honorários de Blackburne para o evento em 1889 foram 9 guineas (aproximadamente USD 7.775,89 em valores atuais.). Os enxadristas pagaram ao clube 1 xelim para uma partida simultânea ou 2 xelins e 6 pences para enfrentá-lo na modalidade às cegas. Nas partidas simultâneas ele venceu 29, empatou duas e perdeu uma e na modalidade às cegas venceu sete e empatou uma não sendo derrotado. Blackburne em certa ocasião também desafiou Zukertort, um rival próximo a sua altura na modalidade simultâneas e às cegas, para uma série de 10 partidas, entretanto Zukertort recusou.
Estima-se que Blackburne tenha jogado mais de 100.000 partidas durante sua carreira, mais do que qualquer outro enxadrista profissional.
O Gambito Blackburne Shilling (1.e4 e5 2.Cf3 Cc6 3.Bc4 Cd4?!) é uma homenagem a Blackburne que supostamente a utilizava para vencer rapidamente amadores, e assim ganhando um xelim apostado no jogo. Entretanto existem controvérsias de que Blackburne tenha empregado esta abertura pois não existem registros de partidas com ela. A abertura é mencionada por Steinitz em seu livro The Modern Chess Instructor. De 1902 até a sua morte, Blackburne foi correspondente do jornal esportivo The Field.

### Anos finais
Em 1914, aos 72 anos de idade, Blackburne conquistou o Prêmio Especial de Brilhantismo por sua vitória sobre Aaron Nimzowitsch no Torneio de São Petersburgo de 1914, mas não se qualificou para a última fase. No mesmo ano empatou em primeiro no Campeonato Inglês com Frederick Yates, mas a saúde debilitada o impediu de contestar o título numa partida de desempate. Este foi o último grande torneio de Blackburne, embora tivesse continuado a fazer exibições de partidas simultâneas. Nos anos finais, foi sustentado por um fundo criado por seus admiradores. Sua esposa faleceu em 1922 e em 1 de setembro de 1924, Blackburne faleceu após um ataque cardíaco, sendo enterrado no cemitério de Brockley and Ladywell Cemeteries em Lewisham.[carece de fontes?]

### Jogos notáveis
Joseph teve durante sua carreira algumas vitórias notáveis contra adversários mais fortes ou quando em condições de desvantagem. Uma vitória contra Jacques Schwarz] em Berlim no ano 1881, rendeu-lhe um elogio de Steinitz, seu desafeto:"O desenho das brancas… pertence aos melhores esforços de um gênio do xadrez…" Em 1899, durante uma série de partidas entre o British e Manhattan Chess Club, o clube inglês estava em desvantagem, vendo seus enxadristas deixarem escapar as vitórias. A última chance de conquista residia no jogo de Blackburne, que jogava no primeiro tabuleiro contra o campeão estadunidense Pillsbury. Já tarde da noite, os espectadores do confronto o consideravam empatado e alguns já viam um cenário de derrota inevitável. Alheio a tudo isso, Blackburne conduziu o final da partida, a vencendo.
No mesmo ano, enfrentou Emanuel Lasker, atual campeão mundial até então, e o venceu jogando com as pretas. Foi a primeira vez que um enxadrista inglês venceu o atual campeão do mundo.

#### A partida
Nota explicativa: As notações em negrito indicam os lances da partida
1. e4 e5 2.Cf3 Cc6 3.Bb5 d6 (Lasker emprega a sólida Abertura Ruy López e Blackburne responde com a Defesa Steinitz, ECO62, muito comum na época.) 4.d4 Bd7 5.d5 (O movimento usual é Cd3 mas não há duvídas de que ele queria evitar a variante das trocas que aconteceu no jogo de Hastings) …Cb8 6.Bd3 Be7 7.Cc3 Cf6 8.Ce2 c6 9.c4 Ca6 10.Cg3 Cc5 11.Bc2 b5 (As brancas estão bem colocadas para um ataque sobre a Ala do Rei, caso o roque seja deste lado) 12.4 Cb7 13.dxc6 Bxc6 14. cxb5 bxb5 15.a4 Bd7 (As brancas rocam no próximo movimento e as pretas iniciam seu ataque avassalador sobre a ala do Rei adversário. Ver o diagrama 1.) 16. 0 - 0 g6 17.h3 h5 18.Be3 a5 (Mantendo a casa c5 para o cavalo atacar) 19.b5 Tc8 20.Tc1 Cc5 21. Cd2 (Para proteger o peão e) 22.Ce2 g5 (Sacrificando o peão para obter uma coluna aberta para a Torre) 23 Bxg5 Tg8 24 Bxh4 (24.Bxf6 seria mais seguro) 24…Bxh3 25.Bg3 Be6 26. Te1 Cg4 27.Cf1 Bg5 28.Tb1 Th8 29.Cc3 (As brancas estão numa situação delicada e provavelmente com o tempo acabando. 29.f4 é inútil e Bxf4 venceria; 29.f3 seria melhor.Ver diagrama 2.) 29…Bf4 30.Cd5 Dg5 31.f3 Th1+ (Um movimento inesperado, mas vence em todo caso) 32.Rxh1 Bxg3 33.Cxg3 (33.fxg3, tomando o cavalo, levaria a um mate em 2) 33…Cf2+ (um garfo real, o restante do jogo continua com as brancas tentando recuperar a perda da Dama) 34.Rg1 Cxd1 35.Cf5Bxf5 36.exf5 Dd2 37.Texd1 Dxc2 38.Tbc1 Dxf5 39.Cb6 Td8 40.Cc4 Cb7 41.Ce3 Df4 42.Rf2 Dxa4 43.Tc7 Cc5 44.Th1 Td7 45. Tc8+ Re7 46Thh8 Dd4 e as brancas abandonam pois não poderão evitar a perda do cavalo.
|   | a | b | c | d | e | f | g | h |   |
| 8 | a8 preto torre · d8 preto rainha · e8 preto rei · h8 preto torre · a7 preto peão · b7 preto cavalo · d7 preto bispo · e7 preto bispo · f7 preto peão · g7 preto peão · h7 preto peão · d6 preto peão · f6 preto cavalo · e5 preto peão · a4 branco peão · b4 branco peão · e4 branco peão · f3 branco cavalo · g3 branco cavalo · c2 branco bispo · f2 branco peão · g2 branco peão · h2 branco peão · a1 branco torre · c1 branco bispo · d1 branco rainha · e1 branco rei · h1 branco torre | a8 preto torre · d8 preto rainha · e8 preto rei · h8 preto torre · a7 preto peão · b7 preto cavalo · d7 preto bispo · e7 preto bispo · f7 preto peão · g7 preto peão · h7 preto peão · d6 preto peão · f6 preto cavalo · e5 preto peão · a4 branco peão · b4 branco peão · e4 branco peão · f3 branco cavalo · g3 branco cavalo · c2 branco bispo · f2 branco peão · g2 branco peão · h2 branco peão · a1 branco torre · c1 branco bispo · d1 branco rainha · e1 branco rei · h1 branco torre | a8 preto torre · d8 preto rainha · e8 preto rei · h8 preto torre · a7 preto peão · b7 preto cavalo · d7 preto bispo · e7 preto bispo · f7 preto peão · g7 preto peão · h7 preto peão · d6 preto peão · f6 preto cavalo · e5 preto peão · a4 branco peão · b4 branco peão · e4 branco peão · f3 branco cavalo · g3 branco cavalo · c2 branco bispo · f2 branco peão · g2 branco peão · h2 branco peão · a1 branco torre · c1 branco bispo · d1 branco rainha · e1 branco rei · h1 branco torre | a8 preto torre · d8 preto rainha · e8 preto rei · h8 preto torre · a7 preto peão · b7 preto cavalo · d7 preto bispo · e7 preto bispo · f7 preto peão · g7 preto peão · h7 preto peão · d6 preto peão · f6 preto cavalo · e5 preto peão · a4 branco peão · b4 branco peão · e4 branco peão · f3 branco cavalo · g3 branco cavalo · c2 branco bispo · f2 branco peão · g2 branco peão · h2 branco peão · a1 branco torre · c1 branco bispo · d1 branco rainha · e1 branco rei · h1 branco torre | a8 preto torre · d8 preto rainha · e8 preto rei · h8 preto torre · a7 preto peão · b7 preto cavalo · d7 preto bispo · e7 preto bispo · f7 preto peão · g7 preto peão · h7 preto peão · d6 preto peão · f6 preto cavalo · e5 preto peão · a4 branco peão · b4 branco peão · e4 branco peão · f3 branco cavalo · g3 branco cavalo · c2 branco bispo · f2 branco peão · g2 branco peão · h2 branco peão · a1 branco torre · c1 branco bispo · d1 branco rainha · e1 branco rei · h1 branco torre | a8 preto torre · d8 preto rainha · e8 preto rei · h8 preto torre · a7 preto peão · b7 preto cavalo · d7 preto bispo · e7 preto bispo · f7 preto peão · g7 preto peão · h7 preto peão · d6 preto peão · f6 preto cavalo · e5 preto peão · a4 branco peão · b4 branco peão · e4 branco peão · f3 branco cavalo · g3 branco cavalo · c2 branco bispo · f2 branco peão · g2 branco peão · h2 branco peão · a1 branco torre · c1 branco bispo · d1 branco rainha · e1 branco rei · h1 branco torre | a8 preto torre · d8 preto rainha · e8 preto rei · h8 preto torre · a7 preto peão · b7 preto cavalo · d7 preto bispo · e7 preto bispo · f7 preto peão · g7 preto peão · h7 preto peão · d6 preto peão · f6 preto cavalo · e5 preto peão · a4 branco peão · b4 branco peão · e4 branco peão · f3 branco cavalo · g3 branco cavalo · c2 branco bispo · f2 branco peão · g2 branco peão · h2 branco peão · a1 branco torre · c1 branco bispo · d1 branco rainha · e1 branco rei · h1 branco torre | a8 preto torre · d8 preto rainha · e8 preto rei · h8 preto torre · a7 preto peão · b7 preto cavalo · d7 preto bispo · e7 preto bispo · f7 preto peão · g7 preto peão · h7 preto peão · d6 preto peão · f6 preto cavalo · e5 preto peão · a4 branco peão · b4 branco peão · e4 branco peão · f3 branco cavalo · g3 branco cavalo · c2 branco bispo · f2 branco peão · g2 branco peão · h2 branco peão · a1 branco torre · c1 branco bispo · d1 branco rainha · e1 branco rei · h1 branco torre | 8 |
| 7 | a8 preto torre · d8 preto rainha · e8 preto rei · h8 preto torre · a7 preto peão · b7 preto cavalo · d7 preto bispo · e7 preto bispo · f7 preto peão · g7 preto peão · h7 preto peão · d6 preto peão · f6 preto cavalo · e5 preto peão · a4 branco peão · b4 branco peão · e4 branco peão · f3 branco cavalo · g3 branco cavalo · c2 branco bispo · f2 branco peão · g2 branco peão · h2 branco peão · a1 branco torre · c1 branco bispo · d1 branco rainha · e1 branco rei · h1 branco torre | a8 preto torre · d8 preto rainha · e8 preto rei · h8 preto torre · a7 preto peão · b7 preto cavalo · d7 preto bispo · e7 preto bispo · f7 preto peão · g7 preto peão · h7 preto peão · d6 preto peão · f6 preto cavalo · e5 preto peão · a4 branco peão · b4 branco peão · e4 branco peão · f3 branco cavalo · g3 branco cavalo · c2 branco bispo · f2 branco peão · g2 branco peão · h2 branco peão · a1 branco torre · c1 branco bispo · d1 branco rainha · e1 branco rei · h1 branco torre | a8 preto torre · d8 preto rainha · e8 preto rei · h8 preto torre · a7 preto peão · b7 preto cavalo · d7 preto bispo · e7 preto bispo · f7 preto peão · g7 preto peão · h7 preto peão · d6 preto peão · f6 preto cavalo · e5 preto peão · a4 branco peão · b4 branco peão · e4 branco peão · f3 branco cavalo · g3 branco cavalo · c2 branco bispo · f2 branco peão · g2 branco peão · h2 branco peão · a1 branco torre · c1 branco bispo · d1 branco rainha · e1 branco rei · h1 branco torre | a8 preto torre · d8 preto rainha · e8 preto rei · h8 preto torre · a7 preto peão · b7 preto cavalo · d7 preto bispo · e7 preto bispo · f7 preto peão · g7 preto peão · h7 preto peão · d6 preto peão · f6 preto cavalo · e5 preto peão · a4 branco peão · b4 branco peão · e4 branco peão · f3 branco cavalo · g3 branco cavalo · c2 branco bispo · f2 branco peão · g2 branco peão · h2 branco peão · a1 branco torre · c1 branco bispo · d1 branco rainha · e1 branco rei · h1 branco torre | a8 preto torre · d8 preto rainha · e8 preto rei · h8 preto torre · a7 preto peão · b7 preto cavalo · d7 preto bispo · e7 preto bispo · f7 preto peão · g7 preto peão · h7 preto peão · d6 preto peão · f6 preto cavalo · e5 preto peão · a4 branco peão · b4 branco peão · e4 branco peão · f3 branco cavalo · g3 branco cavalo · c2 branco bispo · f2 branco peão · g2 branco peão · h2 branco peão · a1 branco torre · c1 branco bispo · d1 branco rainha · e1 branco rei · h1 branco torre | a8 preto torre · d8 preto rainha · e8 preto rei · h8 preto torre · a7 preto peão · b7 preto cavalo · d7 preto bispo · e7 preto bispo · f7 preto peão · g7 preto peão · h7 preto peão · d6 preto peão · f6 preto cavalo · e5 preto peão · a4 branco peão · b4 branco peão · e4 branco peão · f3 branco cavalo · g3 branco cavalo · c2 branco bispo · f2 branco peão · g2 branco peão · h2 branco peão · a1 branco torre · c1 branco bispo · d1 branco rainha · e1 branco rei · h1 branco torre | a8 preto torre · d8 preto rainha · e8 preto rei · h8 preto torre · a7 preto peão · b7 preto cavalo · d7 preto bispo · e7 preto bispo · f7 preto peão · g7 preto peão · h7 preto peão · d6 preto peão · f6 preto cavalo · e5 preto peão · a4 branco peão · b4 branco peão · e4 branco peão · f3 branco cavalo · g3 branco cavalo · c2 branco bispo · f2 branco peão · g2 branco peão · h2 branco peão · a1 branco torre · c1 branco bispo · d1 branco rainha · e1 branco rei · h1 branco torre | a8 preto torre · d8 preto rainha · e8 preto rei · h8 preto torre · a7 preto peão · b7 preto cavalo · d7 preto bispo · e7 preto bispo · f7 preto peão · g7 preto peão · h7 preto peão · d6 preto peão · f6 preto cavalo · e5 preto peão · a4 branco peão · b4 branco peão · e4 branco peão · f3 branco cavalo · g3 branco cavalo · c2 branco bispo · f2 branco peão · g2 branco peão · h2 branco peão · a1 branco torre · c1 branco bispo · d1 branco rainha · e1 branco rei · h1 branco torre | 7 |
| 6 | a8 preto torre · d8 preto rainha · e8 preto rei · h8 preto torre · a7 preto peão · b7 preto cavalo · d7 preto bispo · e7 preto bispo · f7 preto peão · g7 preto peão · h7 preto peão · d6 preto peão · f6 preto cavalo · e5 preto peão · a4 branco peão · b4 branco peão · e4 branco peão · f3 branco cavalo · g3 branco cavalo · c2 branco bispo · f2 branco peão · g2 branco peão · h2 branco peão · a1 branco torre · c1 branco bispo · d1 branco rainha · e1 branco rei · h1 branco torre | a8 preto torre · d8 preto rainha · e8 preto rei · h8 preto torre · a7 preto peão · b7 preto cavalo · d7 preto bispo · e7 preto bispo · f7 preto peão · g7 preto peão · h7 preto peão · d6 preto peão · f6 preto cavalo · e5 preto peão · a4 branco peão · b4 branco peão · e4 branco peão · f3 branco cavalo · g3 branco cavalo · c2 branco bispo · f2 branco peão · g2 branco peão · h2 branco peão · a1 branco torre · c1 branco bispo · d1 branco rainha · e1 branco rei · h1 branco torre | a8 preto torre · d8 preto rainha · e8 preto rei · h8 preto torre · a7 preto peão · b7 preto cavalo · d7 preto bispo · e7 preto bispo · f7 preto peão · g7 preto peão · h7 preto peão · d6 preto peão · f6 preto cavalo · e5 preto peão · a4 branco peão · b4 branco peão · e4 branco peão · f3 branco cavalo · g3 branco cavalo · c2 branco bispo · f2 branco peão · g2 branco peão · h2 branco peão · a1 branco torre · c1 branco bispo · d1 branco rainha · e1 branco rei · h1 branco torre | a8 preto torre · d8 preto rainha · e8 preto rei · h8 preto torre · a7 preto peão · b7 preto cavalo · d7 preto bispo · e7 preto bispo · f7 preto peão · g7 preto peão · h7 preto peão · d6 preto peão · f6 preto cavalo · e5 preto peão · a4 branco peão · b4 branco peão · e4 branco peão · f3 branco cavalo · g3 branco cavalo · c2 branco bispo · f2 branco peão · g2 branco peão · h2 branco peão · a1 branco torre · c1 branco bispo · d1 branco rainha · e1 branco rei · h1 branco torre | a8 preto torre · d8 preto rainha · e8 preto rei · h8 preto torre · a7 preto peão · b7 preto cavalo · d7 preto bispo · e7 preto bispo · f7 preto peão · g7 preto peão · h7 preto peão · d6 preto peão · f6 preto cavalo · e5 preto peão · a4 branco peão · b4 branco peão · e4 branco peão · f3 branco cavalo · g3 branco cavalo · c2 branco bispo · f2 branco peão · g2 branco peão · h2 branco peão · a1 branco torre · c1 branco bispo · d1 branco rainha · e1 branco rei · h1 branco torre | a8 preto torre · d8 preto rainha · e8 preto rei · h8 preto torre · a7 preto peão · b7 preto cavalo · d7 preto bispo · e7 preto bispo · f7 preto peão · g7 preto peão · h7 preto peão · d6 preto peão · f6 preto cavalo · e5 preto peão · a4 branco peão · b4 branco peão · e4 branco peão · f3 branco cavalo · g3 branco cavalo · c2 branco bispo · f2 branco peão · g2 branco peão · h2 branco peão · a1 branco torre · c1 branco bispo · d1 branco rainha · e1 branco rei · h1 branco torre | a8 preto torre · d8 preto rainha · e8 preto rei · h8 preto torre · a7 preto peão · b7 preto cavalo · d7 preto bispo · e7 preto bispo · f7 preto peão · g7 preto peão · h7 preto peão · d6 preto peão · f6 preto cavalo · e5 preto peão · a4 branco peão · b4 branco peão · e4 branco peão · f3 branco cavalo · g3 branco cavalo · c2 branco bispo · f2 branco peão · g2 branco peão · h2 branco peão · a1 branco torre · c1 branco bispo · d1 branco rainha · e1 branco rei · h1 branco torre | a8 preto torre · d8 preto rainha · e8 preto rei · h8 preto torre · a7 preto peão · b7 preto cavalo · d7 preto bispo · e7 preto bispo · f7 preto peão · g7 preto peão · h7 preto peão · d6 preto peão · f6 preto cavalo · e5 preto peão · a4 branco peão · b4 branco peão · e4 branco peão · f3 branco cavalo · g3 branco cavalo · c2 branco bispo · f2 branco peão · g2 branco peão · h2 branco peão · a1 branco torre · c1 branco bispo · d1 branco rainha · e1 branco rei · h1 branco torre | 6 |
| 5 | a8 preto torre · d8 preto rainha · e8 preto rei · h8 preto torre · a7 preto peão · b7 preto cavalo · d7 preto bispo · e7 preto bispo · f7 preto peão · g7 preto peão · h7 preto peão · d6 preto peão · f6 preto cavalo · e5 preto peão · a4 branco peão · b4 branco peão · e4 branco peão · f3 branco cavalo · g3 branco cavalo · c2 branco bispo · f2 branco peão · g2 branco peão · h2 branco peão · a1 branco torre · c1 branco bispo · d1 branco rainha · e1 branco rei · h1 branco torre | a8 preto torre · d8 preto rainha · e8 preto rei · h8 preto torre · a7 preto peão · b7 preto cavalo · d7 preto bispo · e7 preto bispo · f7 preto peão · g7 preto peão · h7 preto peão · d6 preto peão · f6 preto cavalo · e5 preto peão · a4 branco peão · b4 branco peão · e4 branco peão · f3 branco cavalo · g3 branco cavalo · c2 branco bispo · f2 branco peão · g2 branco peão · h2 branco peão · a1 branco torre · c1 branco bispo · d1 branco rainha · e1 branco rei · h1 branco torre | a8 preto torre · d8 preto rainha · e8 preto rei · h8 preto torre · a7 preto peão · b7 preto cavalo · d7 preto bispo · e7 preto bispo · f7 preto peão · g7 preto peão · h7 preto peão · d6 preto peão · f6 preto cavalo · e5 preto peão · a4 branco peão · b4 branco peão · e4 branco peão · f3 branco cavalo · g3 branco cavalo · c2 branco bispo · f2 branco peão · g2 branco peão · h2 branco peão · a1 branco torre · c1 branco bispo · d1 branco rainha · e1 branco rei · h1 branco torre | a8 preto torre · d8 preto rainha · e8 preto rei · h8 preto torre · a7 preto peão · b7 preto cavalo · d7 preto bispo · e7 preto bispo · f7 preto peão · g7 preto peão · h7 preto peão · d6 preto peão · f6 preto cavalo · e5 preto peão · a4 branco peão · b4 branco peão · e4 branco peão · f3 branco cavalo · g3 branco cavalo · c2 branco bispo · f2 branco peão · g2 branco peão · h2 branco peão · a1 branco torre · c1 branco bispo · d1 branco rainha · e1 branco rei · h1 branco torre | a8 preto torre · d8 preto rainha · e8 preto rei · h8 preto torre · a7 preto peão · b7 preto cavalo · d7 preto bispo · e7 preto bispo · f7 preto peão · g7 preto peão · h7 preto peão · d6 preto peão · f6 preto cavalo · e5 preto peão · a4 branco peão · b4 branco peão · e4 branco peão · f3 branco cavalo · g3 branco cavalo · c2 branco bispo · f2 branco peão · g2 branco peão · h2 branco peão · a1 branco torre · c1 branco bispo · d1 branco rainha · e1 branco rei · h1 branco torre | a8 preto torre · d8 preto rainha · e8 preto rei · h8 preto torre · a7 preto peão · b7 preto cavalo · d7 preto bispo · e7 preto bispo · f7 preto peão · g7 preto peão · h7 preto peão · d6 preto peão · f6 preto cavalo · e5 preto peão · a4 branco peão · b4 branco peão · e4 branco peão · f3 branco cavalo · g3 branco cavalo · c2 branco bispo · f2 branco peão · g2 branco peão · h2 branco peão · a1 branco torre · c1 branco bispo · d1 branco rainha · e1 branco rei · h1 branco torre | a8 preto torre · d8 preto rainha · e8 preto rei · h8 preto torre · a7 preto peão · b7 preto cavalo · d7 preto bispo · e7 preto bispo · f7 preto peão · g7 preto peão · h7 preto peão · d6 preto peão · f6 preto cavalo · e5 preto peão · a4 branco peão · b4 branco peão · e4 branco peão · f3 branco cavalo · g3 branco cavalo · c2 branco bispo · f2 branco peão · g2 branco peão · h2 branco peão · a1 branco torre · c1 branco bispo · d1 branco rainha · e1 branco rei · h1 branco torre | a8 preto torre · d8 preto rainha · e8 preto rei · h8 preto torre · a7 preto peão · b7 preto cavalo · d7 preto bispo · e7 preto bispo · f7 preto peão · g7 preto peão · h7 preto peão · d6 preto peão · f6 preto cavalo · e5 preto peão · a4 branco peão · b4 branco peão · e4 branco peão · f3 branco cavalo · g3 branco cavalo · c2 branco bispo · f2 branco peão · g2 branco peão · h2 branco peão · a1 branco torre · c1 branco bispo · d1 branco rainha · e1 branco rei · h1 branco torre | 5 |
| 4 | a8 preto torre · d8 preto rainha · e8 preto rei · h8 preto torre · a7 preto peão · b7 preto cavalo · d7 preto bispo · e7 preto bispo · f7 preto peão · g7 preto peão · h7 preto peão · d6 preto peão · f6 preto cavalo · e5 preto peão · a4 branco peão · b4 branco peão · e4 branco peão · f3 branco cavalo · g3 branco cavalo · c2 branco bispo · f2 branco peão · g2 branco peão · h2 branco peão · a1 branco torre · c1 branco bispo · d1 branco rainha · e1 branco rei · h1 branco torre | a8 preto torre · d8 preto rainha · e8 preto rei · h8 preto torre · a7 preto peão · b7 preto cavalo · d7 preto bispo · e7 preto bispo · f7 preto peão · g7 preto peão · h7 preto peão · d6 preto peão · f6 preto cavalo · e5 preto peão · a4 branco peão · b4 branco peão · e4 branco peão · f3 branco cavalo · g3 branco cavalo · c2 branco bispo · f2 branco peão · g2 branco peão · h2 branco peão · a1 branco torre · c1 branco bispo · d1 branco rainha · e1 branco rei · h1 branco torre | a8 preto torre · d8 preto rainha · e8 preto rei · h8 preto torre · a7 preto peão · b7 preto cavalo · d7 preto bispo · e7 preto bispo · f7 preto peão · g7 preto peão · h7 preto peão · d6 preto peão · f6 preto cavalo · e5 preto peão · a4 branco peão · b4 branco peão · e4 branco peão · f3 branco cavalo · g3 branco cavalo · c2 branco bispo · f2 branco peão · g2 branco peão · h2 branco peão · a1 branco torre · c1 branco bispo · d1 branco rainha · e1 branco rei · h1 branco torre | a8 preto torre · d8 preto rainha · e8 preto rei · h8 preto torre · a7 preto peão · b7 preto cavalo · d7 preto bispo · e7 preto bispo · f7 preto peão · g7 preto peão · h7 preto peão · d6 preto peão · f6 preto cavalo · e5 preto peão · a4 branco peão · b4 branco peão · e4 branco peão · f3 branco cavalo · g3 branco cavalo · c2 branco bispo · f2 branco peão · g2 branco peão · h2 branco peão · a1 branco torre · c1 branco bispo · d1 branco rainha · e1 branco rei · h1 branco torre | a8 preto torre · d8 preto rainha · e8 preto rei · h8 preto torre · a7 preto peão · b7 preto cavalo · d7 preto bispo · e7 preto bispo · f7 preto peão · g7 preto peão · h7 preto peão · d6 preto peão · f6 preto cavalo · e5 preto peão · a4 branco peão · b4 branco peão · e4 branco peão · f3 branco cavalo · g3 branco cavalo · c2 branco bispo · f2 branco peão · g2 branco peão · h2 branco peão · a1 branco torre · c1 branco bispo · d1 branco rainha · e1 branco rei · h1 branco torre | a8 preto torre · d8 preto rainha · e8 preto rei · h8 preto torre · a7 preto peão · b7 preto cavalo · d7 preto bispo · e7 preto bispo · f7 preto peão · g7 preto peão · h7 preto peão · d6 preto peão · f6 preto cavalo · e5 preto peão · a4 branco peão · b4 branco peão · e4 branco peão · f3 branco cavalo · g3 branco cavalo · c2 branco bispo · f2 branco peão · g2 branco peão · h2 branco peão · a1 branco torre · c1 branco bispo · d1 branco rainha · e1 branco rei · h1 branco torre | a8 preto torre · d8 preto rainha · e8 preto rei · h8 preto torre · a7 preto peão · b7 preto cavalo · d7 preto bispo · e7 preto bispo · f7 preto peão · g7 preto peão · h7 preto peão · d6 preto peão · f6 preto cavalo · e5 preto peão · a4 branco peão · b4 branco peão · e4 branco peão · f3 branco cavalo · g3 branco cavalo · c2 branco bispo · f2 branco peão · g2 branco peão · h2 branco peão · a1 branco torre · c1 branco bispo · d1 branco rainha · e1 branco rei · h1 branco torre | a8 preto torre · d8 preto rainha · e8 preto rei · h8 preto torre · a7 preto peão · b7 preto cavalo · d7 preto bispo · e7 preto bispo · f7 preto peão · g7 preto peão · h7 preto peão · d6 preto peão · f6 preto cavalo · e5 preto peão · a4 branco peão · b4 branco peão · e4 branco peão · f3 branco cavalo · g3 branco cavalo · c2 branco bispo · f2 branco peão · g2 branco peão · h2 branco peão · a1 branco torre · c1 branco bispo · d1 branco rainha · e1 branco rei · h1 branco torre | 4 |
| 3 | a8 preto torre · d8 preto rainha · e8 preto rei · h8 preto torre · a7 preto peão · b7 preto cavalo · d7 preto bispo · e7 preto bispo · f7 preto peão · g7 preto peão · h7 preto peão · d6 preto peão · f6 preto cavalo · e5 preto peão · a4 branco peão · b4 branco peão · e4 branco peão · f3 branco cavalo · g3 branco cavalo · c2 branco bispo · f2 branco peão · g2 branco peão · h2 branco peão · a1 branco torre · c1 branco bispo · d1 branco rainha · e1 branco rei · h1 branco torre | a8 preto torre · d8 preto rainha · e8 preto rei · h8 preto torre · a7 preto peão · b7 preto cavalo · d7 preto bispo · e7 preto bispo · f7 preto peão · g7 preto peão · h7 preto peão · d6 preto peão · f6 preto cavalo · e5 preto peão · a4 branco peão · b4 branco peão · e4 branco peão · f3 branco cavalo · g3 branco cavalo · c2 branco bispo · f2 branco peão · g2 branco peão · h2 branco peão · a1 branco torre · c1 branco bispo · d1 branco rainha · e1 branco rei · h1 branco torre | a8 preto torre · d8 preto rainha · e8 preto rei · h8 preto torre · a7 preto peão · b7 preto cavalo · d7 preto bispo · e7 preto bispo · f7 preto peão · g7 preto peão · h7 preto peão · d6 preto peão · f6 preto cavalo · e5 preto peão · a4 branco peão · b4 branco peão · e4 branco peão · f3 branco cavalo · g3 branco cavalo · c2 branco bispo · f2 branco peão · g2 branco peão · h2 branco peão · a1 branco torre · c1 branco bispo · d1 branco rainha · e1 branco rei · h1 branco torre | a8 preto torre · d8 preto rainha · e8 preto rei · h8 preto torre · a7 preto peão · b7 preto cavalo · d7 preto bispo · e7 preto bispo · f7 preto peão · g7 preto peão · h7 preto peão · d6 preto peão · f6 preto cavalo · e5 preto peão · a4 branco peão · b4 branco peão · e4 branco peão · f3 branco cavalo · g3 branco cavalo · c2 branco bispo · f2 branco peão · g2 branco peão · h2 branco peão · a1 branco torre · c1 branco bispo · d1 branco rainha · e1 branco rei · h1 branco torre | a8 preto torre · d8 preto rainha · e8 preto rei · h8 preto torre · a7 preto peão · b7 preto cavalo · d7 preto bispo · e7 preto bispo · f7 preto peão · g7 preto peão · h7 preto peão · d6 preto peão · f6 preto cavalo · e5 preto peão · a4 branco peão · b4 branco peão · e4 branco peão · f3 branco cavalo · g3 branco cavalo · c2 branco bispo · f2 branco peão · g2 branco peão · h2 branco peão · a1 branco torre · c1 branco bispo · d1 branco rainha · e1 branco rei · h1 branco torre | a8 preto torre · d8 preto rainha · e8 preto rei · h8 preto torre · a7 preto peão · b7 preto cavalo · d7 preto bispo · e7 preto bispo · f7 preto peão · g7 preto peão · h7 preto peão · d6 preto peão · f6 preto cavalo · e5 preto peão · a4 branco peão · b4 branco peão · e4 branco peão · f3 branco cavalo · g3 branco cavalo · c2 branco bispo · f2 branco peão · g2 branco peão · h2 branco peão · a1 branco torre · c1 branco bispo · d1 branco rainha · e1 branco rei · h1 branco torre | a8 preto torre · d8 preto rainha · e8 preto rei · h8 preto torre · a7 preto peão · b7 preto cavalo · d7 preto bispo · e7 preto bispo · f7 preto peão · g7 preto peão · h7 preto peão · d6 preto peão · f6 preto cavalo · e5 preto peão · a4 branco peão · b4 branco peão · e4 branco peão · f3 branco cavalo · g3 branco cavalo · c2 branco bispo · f2 branco peão · g2 branco peão · h2 branco peão · a1 branco torre · c1 branco bispo · d1 branco rainha · e1 branco rei · h1 branco torre | a8 preto torre · d8 preto rainha · e8 preto rei · h8 preto torre · a7 preto peão · b7 preto cavalo · d7 preto bispo · e7 preto bispo · f7 preto peão · g7 preto peão · h7 preto peão · d6 preto peão · f6 preto cavalo · e5 preto peão · a4 branco peão · b4 branco peão · e4 branco peão · f3 branco cavalo · g3 branco cavalo · c2 branco bispo · f2 branco peão · g2 branco peão · h2 branco peão · a1 branco torre · c1 branco bispo · d1 branco rainha · e1 branco rei · h1 branco torre | 3 |
| 2 | a8 preto torre · d8 preto rainha · e8 preto rei · h8 preto torre · a7 preto peão · b7 preto cavalo · d7 preto bispo · e7 preto bispo · f7 preto peão · g7 preto peão · h7 preto peão · d6 preto peão · f6 preto cavalo · e5 preto peão · a4 branco peão · b4 branco peão · e4 branco peão · f3 branco cavalo · g3 branco cavalo · c2 branco bispo · f2 branco peão · g2 branco peão · h2 branco peão · a1 branco torre · c1 branco bispo · d1 branco rainha · e1 branco rei · h1 branco torre | a8 preto torre · d8 preto rainha · e8 preto rei · h8 preto torre · a7 preto peão · b7 preto cavalo · d7 preto bispo · e7 preto bispo · f7 preto peão · g7 preto peão · h7 preto peão · d6 preto peão · f6 preto cavalo · e5 preto peão · a4 branco peão · b4 branco peão · e4 branco peão · f3 branco cavalo · g3 branco cavalo · c2 branco bispo · f2 branco peão · g2 branco peão · h2 branco peão · a1 branco torre · c1 branco bispo · d1 branco rainha · e1 branco rei · h1 branco torre | a8 preto torre · d8 preto rainha · e8 preto rei · h8 preto torre · a7 preto peão · b7 preto cavalo · d7 preto bispo · e7 preto bispo · f7 preto peão · g7 preto peão · h7 preto peão · d6 preto peão · f6 preto cavalo · e5 preto peão · a4 branco peão · b4 branco peão · e4 branco peão · f3 branco cavalo · g3 branco cavalo · c2 branco bispo · f2 branco peão · g2 branco peão · h2 branco peão · a1 branco torre · c1 branco bispo · d1 branco rainha · e1 branco rei · h1 branco torre | a8 preto torre · d8 preto rainha · e8 preto rei · h8 preto torre · a7 preto peão · b7 preto cavalo · d7 preto bispo · e7 preto bispo · f7 preto peão · g7 preto peão · h7 preto peão · d6 preto peão · f6 preto cavalo · e5 preto peão · a4 branco peão · b4 branco peão · e4 branco peão · f3 branco cavalo · g3 branco cavalo · c2 branco bispo · f2 branco peão · g2 branco peão · h2 branco peão · a1 branco torre · c1 branco bispo · d1 branco rainha · e1 branco rei · h1 branco torre | a8 preto torre · d8 preto rainha · e8 preto rei · h8 preto torre · a7 preto peão · b7 preto cavalo · d7 preto bispo · e7 preto bispo · f7 preto peão · g7 preto peão · h7 preto peão · d6 preto peão · f6 preto cavalo · e5 preto peão · a4 branco peão · b4 branco peão · e4 branco peão · f3 branco cavalo · g3 branco cavalo · c2 branco bispo · f2 branco peão · g2 branco peão · h2 branco peão · a1 branco torre · c1 branco bispo · d1 branco rainha · e1 branco rei · h1 branco torre | a8 preto torre · d8 preto rainha · e8 preto rei · h8 preto torre · a7 preto peão · b7 preto cavalo · d7 preto bispo · e7 preto bispo · f7 preto peão · g7 preto peão · h7 preto peão · d6 preto peão · f6 preto cavalo · e5 preto peão · a4 branco peão · b4 branco peão · e4 branco peão · f3 branco cavalo · g3 branco cavalo · c2 branco bispo · f2 branco peão · g2 branco peão · h2 branco peão · a1 branco torre · c1 branco bispo · d1 branco rainha · e1 branco rei · h1 branco torre | a8 preto torre · d8 preto rainha · e8 preto rei · h8 preto torre · a7 preto peão · b7 preto cavalo · d7 preto bispo · e7 preto bispo · f7 preto peão · g7 preto peão · h7 preto peão · d6 preto peão · f6 preto cavalo · e5 preto peão · a4 branco peão · b4 branco peão · e4 branco peão · f3 branco cavalo · g3 branco cavalo · c2 branco bispo · f2 branco peão · g2 branco peão · h2 branco peão · a1 branco torre · c1 branco bispo · d1 branco rainha · e1 branco rei · h1 branco torre | a8 preto torre · d8 preto rainha · e8 preto rei · h8 preto torre · a7 preto peão · b7 preto cavalo · d7 preto bispo · e7 preto bispo · f7 preto peão · g7 preto peão · h7 preto peão · d6 preto peão · f6 preto cavalo · e5 preto peão · a4 branco peão · b4 branco peão · e4 branco peão · f3 branco cavalo · g3 branco cavalo · c2 branco bispo · f2 branco peão · g2 branco peão · h2 branco peão · a1 branco torre · c1 branco bispo · d1 branco rainha · e1 branco rei · h1 branco torre | 2 |
| 1 | a8 preto torre · d8 preto rainha · e8 preto rei · h8 preto torre · a7 preto peão · b7 preto cavalo · d7 preto bispo · e7 preto bispo · f7 preto peão · g7 preto peão · h7 preto peão · d6 preto peão · f6 preto cavalo · e5 preto peão · a4 branco peão · b4 branco peão · e4 branco peão · f3 branco cavalo · g3 branco cavalo · c2 branco bispo · f2 branco peão · g2 branco peão · h2 branco peão · a1 branco torre · c1 branco bispo · d1 branco rainha · e1 branco rei · h1 branco torre | a8 preto torre · d8 preto rainha · e8 preto rei · h8 preto torre · a7 preto peão · b7 preto cavalo · d7 preto bispo · e7 preto bispo · f7 preto peão · g7 preto peão · h7 preto peão · d6 preto peão · f6 preto cavalo · e5 preto peão · a4 branco peão · b4 branco peão · e4 branco peão · f3 branco cavalo · g3 branco cavalo · c2 branco bispo · f2 branco peão · g2 branco peão · h2 branco peão · a1 branco torre · c1 branco bispo · d1 branco rainha · e1 branco rei · h1 branco torre | a8 preto torre · d8 preto rainha · e8 preto rei · h8 preto torre · a7 preto peão · b7 preto cavalo · d7 preto bispo · e7 preto bispo · f7 preto peão · g7 preto peão · h7 preto peão · d6 preto peão · f6 preto cavalo · e5 preto peão · a4 branco peão · b4 branco peão · e4 branco peão · f3 branco cavalo · g3 branco cavalo · c2 branco bispo · f2 branco peão · g2 branco peão · h2 branco peão · a1 branco torre · c1 branco bispo · d1 branco rainha · e1 branco rei · h1 branco torre | a8 preto torre · d8 preto rainha · e8 preto rei · h8 preto torre · a7 preto peão · b7 preto cavalo · d7 preto bispo · e7 preto bispo · f7 preto peão · g7 preto peão · h7 preto peão · d6 preto peão · f6 preto cavalo · e5 preto peão · a4 branco peão · b4 branco peão · e4 branco peão · f3 branco cavalo · g3 branco cavalo · c2 branco bispo · f2 branco peão · g2 branco peão · h2 branco peão · a1 branco torre · c1 branco bispo · d1 branco rainha · e1 branco rei · h1 branco torre | a8 preto torre · d8 preto rainha · e8 preto rei · h8 preto torre · a7 preto peão · b7 preto cavalo · d7 preto bispo · e7 preto bispo · f7 preto peão · g7 preto peão · h7 preto peão · d6 preto peão · f6 preto cavalo · e5 preto peão · a4 branco peão · b4 branco peão · e4 branco peão · f3 branco cavalo · g3 branco cavalo · c2 branco bispo · f2 branco peão · g2 branco peão · h2 branco peão · a1 branco torre · c1 branco bispo · d1 branco rainha · e1 branco rei · h1 branco torre | a8 preto torre · d8 preto rainha · e8 preto rei · h8 preto torre · a7 preto peão · b7 preto cavalo · d7 preto bispo · e7 preto bispo · f7 preto peão · g7 preto peão · h7 preto peão · d6 preto peão · f6 preto cavalo · e5 preto peão · a4 branco peão · b4 branco peão · e4 branco peão · f3 branco cavalo · g3 branco cavalo · c2 branco bispo · f2 branco peão · g2 branco peão · h2 branco peão · a1 branco torre · c1 branco bispo · d1 branco rainha · e1 branco rei · h1 branco torre | a8 preto torre · d8 preto rainha · e8 preto rei · h8 preto torre · a7 preto peão · b7 preto cavalo · d7 preto bispo · e7 preto bispo · f7 preto peão · g7 preto peão · h7 preto peão · d6 preto peão · f6 preto cavalo · e5 preto peão · a4 branco peão · b4 branco peão · e4 branco peão · f3 branco cavalo · g3 branco cavalo · c2 branco bispo · f2 branco peão · g2 branco peão · h2 branco peão · a1 branco torre · c1 branco bispo · d1 branco rainha · e1 branco rei · h1 branco torre | a8 preto torre · d8 preto rainha · e8 preto rei · h8 preto torre · a7 preto peão · b7 preto cavalo · d7 preto bispo · e7 preto bispo · f7 preto peão · g7 preto peão · h7 preto peão · d6 preto peão · f6 preto cavalo · e5 preto peão · a4 branco peão · b4 branco peão · e4 branco peão · f3 branco cavalo · g3 branco cavalo · c2 branco bispo · f2 branco peão · g2 branco peão · h2 branco peão · a1 branco torre · c1 branco bispo · d1 branco rainha · e1 branco rei · h1 branco torre | 1 |
|   | a | b | c | d | e | f | g | h |   |

|   | a | b | c | d | e | f | g | h |   |
| 8 | c8 preto torre · d8 preto rainha · e8 preto rei · h8 preto torre · f7 preto peão · d6 preto peão · e6 preto bispo · a5 preto peão · b5 branco peão · c5 preto cavalo · e5 preto peão · g5 preto bispo · a4 branco peão · e4 branco peão · g4 preto cavalo · c3 branco cavalo · g3 branco bispo · c2 branco bispo · f2 branco peão · g2 branco peão · b1 branco torre · d1 branco rainha · e1 branco torre · f1 branco cavalo · g1 branco rei | c8 preto torre · d8 preto rainha · e8 preto rei · h8 preto torre · f7 preto peão · d6 preto peão · e6 preto bispo · a5 preto peão · b5 branco peão · c5 preto cavalo · e5 preto peão · g5 preto bispo · a4 branco peão · e4 branco peão · g4 preto cavalo · c3 branco cavalo · g3 branco bispo · c2 branco bispo · f2 branco peão · g2 branco peão · b1 branco torre · d1 branco rainha · e1 branco torre · f1 branco cavalo · g1 branco rei | c8 preto torre · d8 preto rainha · e8 preto rei · h8 preto torre · f7 preto peão · d6 preto peão · e6 preto bispo · a5 preto peão · b5 branco peão · c5 preto cavalo · e5 preto peão · g5 preto bispo · a4 branco peão · e4 branco peão · g4 preto cavalo · c3 branco cavalo · g3 branco bispo · c2 branco bispo · f2 branco peão · g2 branco peão · b1 branco torre · d1 branco rainha · e1 branco torre · f1 branco cavalo · g1 branco rei | c8 preto torre · d8 preto rainha · e8 preto rei · h8 preto torre · f7 preto peão · d6 preto peão · e6 preto bispo · a5 preto peão · b5 branco peão · c5 preto cavalo · e5 preto peão · g5 preto bispo · a4 branco peão · e4 branco peão · g4 preto cavalo · c3 branco cavalo · g3 branco bispo · c2 branco bispo · f2 branco peão · g2 branco peão · b1 branco torre · d1 branco rainha · e1 branco torre · f1 branco cavalo · g1 branco rei | c8 preto torre · d8 preto rainha · e8 preto rei · h8 preto torre · f7 preto peão · d6 preto peão · e6 preto bispo · a5 preto peão · b5 branco peão · c5 preto cavalo · e5 preto peão · g5 preto bispo · a4 branco peão · e4 branco peão · g4 preto cavalo · c3 branco cavalo · g3 branco bispo · c2 branco bispo · f2 branco peão · g2 branco peão · b1 branco torre · d1 branco rainha · e1 branco torre · f1 branco cavalo · g1 branco rei | c8 preto torre · d8 preto rainha · e8 preto rei · h8 preto torre · f7 preto peão · d6 preto peão · e6 preto bispo · a5 preto peão · b5 branco peão · c5 preto cavalo · e5 preto peão · g5 preto bispo · a4 branco peão · e4 branco peão · g4 preto cavalo · c3 branco cavalo · g3 branco bispo · c2 branco bispo · f2 branco peão · g2 branco peão · b1 branco torre · d1 branco rainha · e1 branco torre · f1 branco cavalo · g1 branco rei | c8 preto torre · d8 preto rainha · e8 preto rei · h8 preto torre · f7 preto peão · d6 preto peão · e6 preto bispo · a5 preto peão · b5 branco peão · c5 preto cavalo · e5 preto peão · g5 preto bispo · a4 branco peão · e4 branco peão · g4 preto cavalo · c3 branco cavalo · g3 branco bispo · c2 branco bispo · f2 branco peão · g2 branco peão · b1 branco torre · d1 branco rainha · e1 branco torre · f1 branco cavalo · g1 branco rei | c8 preto torre · d8 preto rainha · e8 preto rei · h8 preto torre · f7 preto peão · d6 preto peão · e6 preto bispo · a5 preto peão · b5 branco peão · c5 preto cavalo · e5 preto peão · g5 preto bispo · a4 branco peão · e4 branco peão · g4 preto cavalo · c3 branco cavalo · g3 branco bispo · c2 branco bispo · f2 branco peão · g2 branco peão · b1 branco torre · d1 branco rainha · e1 branco torre · f1 branco cavalo · g1 branco rei | 8 |
| 7 | c8 preto torre · d8 preto rainha · e8 preto rei · h8 preto torre · f7 preto peão · d6 preto peão · e6 preto bispo · a5 preto peão · b5 branco peão · c5 preto cavalo · e5 preto peão · g5 preto bispo · a4 branco peão · e4 branco peão · g4 preto cavalo · c3 branco cavalo · g3 branco bispo · c2 branco bispo · f2 branco peão · g2 branco peão · b1 branco torre · d1 branco rainha · e1 branco torre · f1 branco cavalo · g1 branco rei | c8 preto torre · d8 preto rainha · e8 preto rei · h8 preto torre · f7 preto peão · d6 preto peão · e6 preto bispo · a5 preto peão · b5 branco peão · c5 preto cavalo · e5 preto peão · g5 preto bispo · a4 branco peão · e4 branco peão · g4 preto cavalo · c3 branco cavalo · g3 branco bispo · c2 branco bispo · f2 branco peão · g2 branco peão · b1 branco torre · d1 branco rainha · e1 branco torre · f1 branco cavalo · g1 branco rei | c8 preto torre · d8 preto rainha · e8 preto rei · h8 preto torre · f7 preto peão · d6 preto peão · e6 preto bispo · a5 preto peão · b5 branco peão · c5 preto cavalo · e5 preto peão · g5 preto bispo · a4 branco peão · e4 branco peão · g4 preto cavalo · c3 branco cavalo · g3 branco bispo · c2 branco bispo · f2 branco peão · g2 branco peão · b1 branco torre · d1 branco rainha · e1 branco torre · f1 branco cavalo · g1 branco rei | c8 preto torre · d8 preto rainha · e8 preto rei · h8 preto torre · f7 preto peão · d6 preto peão · e6 preto bispo · a5 preto peão · b5 branco peão · c5 preto cavalo · e5 preto peão · g5 preto bispo · a4 branco peão · e4 branco peão · g4 preto cavalo · c3 branco cavalo · g3 branco bispo · c2 branco bispo · f2 branco peão · g2 branco peão · b1 branco torre · d1 branco rainha · e1 branco torre · f1 branco cavalo · g1 branco rei | c8 preto torre · d8 preto rainha · e8 preto rei · h8 preto torre · f7 preto peão · d6 preto peão · e6 preto bispo · a5 preto peão · b5 branco peão · c5 preto cavalo · e5 preto peão · g5 preto bispo · a4 branco peão · e4 branco peão · g4 preto cavalo · c3 branco cavalo · g3 branco bispo · c2 branco bispo · f2 branco peão · g2 branco peão · b1 branco torre · d1 branco rainha · e1 branco torre · f1 branco cavalo · g1 branco rei | c8 preto torre · d8 preto rainha · e8 preto rei · h8 preto torre · f7 preto peão · d6 preto peão · e6 preto bispo · a5 preto peão · b5 branco peão · c5 preto cavalo · e5 preto peão · g5 preto bispo · a4 branco peão · e4 branco peão · g4 preto cavalo · c3 branco cavalo · g3 branco bispo · c2 branco bispo · f2 branco peão · g2 branco peão · b1 branco torre · d1 branco rainha · e1 branco torre · f1 branco cavalo · g1 branco rei | c8 preto torre · d8 preto rainha · e8 preto rei · h8 preto torre · f7 preto peão · d6 preto peão · e6 preto bispo · a5 preto peão · b5 branco peão · c5 preto cavalo · e5 preto peão · g5 preto bispo · a4 branco peão · e4 branco peão · g4 preto cavalo · c3 branco cavalo · g3 branco bispo · c2 branco bispo · f2 branco peão · g2 branco peão · b1 branco torre · d1 branco rainha · e1 branco torre · f1 branco cavalo · g1 branco rei | c8 preto torre · d8 preto rainha · e8 preto rei · h8 preto torre · f7 preto peão · d6 preto peão · e6 preto bispo · a5 preto peão · b5 branco peão · c5 preto cavalo · e5 preto peão · g5 preto bispo · a4 branco peão · e4 branco peão · g4 preto cavalo · c3 branco cavalo · g3 branco bispo · c2 branco bispo · f2 branco peão · g2 branco peão · b1 branco torre · d1 branco rainha · e1 branco torre · f1 branco cavalo · g1 branco rei | 7 |
| 6 | c8 preto torre · d8 preto rainha · e8 preto rei · h8 preto torre · f7 preto peão · d6 preto peão · e6 preto bispo · a5 preto peão · b5 branco peão · c5 preto cavalo · e5 preto peão · g5 preto bispo · a4 branco peão · e4 branco peão · g4 preto cavalo · c3 branco cavalo · g3 branco bispo · c2 branco bispo · f2 branco peão · g2 branco peão · b1 branco torre · d1 branco rainha · e1 branco torre · f1 branco cavalo · g1 branco rei | c8 preto torre · d8 preto rainha · e8 preto rei · h8 preto torre · f7 preto peão · d6 preto peão · e6 preto bispo · a5 preto peão · b5 branco peão · c5 preto cavalo · e5 preto peão · g5 preto bispo · a4 branco peão · e4 branco peão · g4 preto cavalo · c3 branco cavalo · g3 branco bispo · c2 branco bispo · f2 branco peão · g2 branco peão · b1 branco torre · d1 branco rainha · e1 branco torre · f1 branco cavalo · g1 branco rei | c8 preto torre · d8 preto rainha · e8 preto rei · h8 preto torre · f7 preto peão · d6 preto peão · e6 preto bispo · a5 preto peão · b5 branco peão · c5 preto cavalo · e5 preto peão · g5 preto bispo · a4 branco peão · e4 branco peão · g4 preto cavalo · c3 branco cavalo · g3 branco bispo · c2 branco bispo · f2 branco peão · g2 branco peão · b1 branco torre · d1 branco rainha · e1 branco torre · f1 branco cavalo · g1 branco rei | c8 preto torre · d8 preto rainha · e8 preto rei · h8 preto torre · f7 preto peão · d6 preto peão · e6 preto bispo · a5 preto peão · b5 branco peão · c5 preto cavalo · e5 preto peão · g5 preto bispo · a4 branco peão · e4 branco peão · g4 preto cavalo · c3 branco cavalo · g3 branco bispo · c2 branco bispo · f2 branco peão · g2 branco peão · b1 branco torre · d1 branco rainha · e1 branco torre · f1 branco cavalo · g1 branco rei | c8 preto torre · d8 preto rainha · e8 preto rei · h8 preto torre · f7 preto peão · d6 preto peão · e6 preto bispo · a5 preto peão · b5 branco peão · c5 preto cavalo · e5 preto peão · g5 preto bispo · a4 branco peão · e4 branco peão · g4 preto cavalo · c3 branco cavalo · g3 branco bispo · c2 branco bispo · f2 branco peão · g2 branco peão · b1 branco torre · d1 branco rainha · e1 branco torre · f1 branco cavalo · g1 branco rei | c8 preto torre · d8 preto rainha · e8 preto rei · h8 preto torre · f7 preto peão · d6 preto peão · e6 preto bispo · a5 preto peão · b5 branco peão · c5 preto cavalo · e5 preto peão · g5 preto bispo · a4 branco peão · e4 branco peão · g4 preto cavalo · c3 branco cavalo · g3 branco bispo · c2 branco bispo · f2 branco peão · g2 branco peão · b1 branco torre · d1 branco rainha · e1 branco torre · f1 branco cavalo · g1 branco rei | c8 preto torre · d8 preto rainha · e8 preto rei · h8 preto torre · f7 preto peão · d6 preto peão · e6 preto bispo · a5 preto peão · b5 branco peão · c5 preto cavalo · e5 preto peão · g5 preto bispo · a4 branco peão · e4 branco peão · g4 preto cavalo · c3 branco cavalo · g3 branco bispo · c2 branco bispo · f2 branco peão · g2 branco peão · b1 branco torre · d1 branco rainha · e1 branco torre · f1 branco cavalo · g1 branco rei | c8 preto torre · d8 preto rainha · e8 preto rei · h8 preto torre · f7 preto peão · d6 preto peão · e6 preto bispo · a5 preto peão · b5 branco peão · c5 preto cavalo · e5 preto peão · g5 preto bispo · a4 branco peão · e4 branco peão · g4 preto cavalo · c3 branco cavalo · g3 branco bispo · c2 branco bispo · f2 branco peão · g2 branco peão · b1 branco torre · d1 branco rainha · e1 branco torre · f1 branco cavalo · g1 branco rei | 6 |
| 5 | c8 preto torre · d8 preto rainha · e8 preto rei · h8 preto torre · f7 preto peão · d6 preto peão · e6 preto bispo · a5 preto peão · b5 branco peão · c5 preto cavalo · e5 preto peão · g5 preto bispo · a4 branco peão · e4 branco peão · g4 preto cavalo · c3 branco cavalo · g3 branco bispo · c2 branco bispo · f2 branco peão · g2 branco peão · b1 branco torre · d1 branco rainha · e1 branco torre · f1 branco cavalo · g1 branco rei | c8 preto torre · d8 preto rainha · e8 preto rei · h8 preto torre · f7 preto peão · d6 preto peão · e6 preto bispo · a5 preto peão · b5 branco peão · c5 preto cavalo · e5 preto peão · g5 preto bispo · a4 branco peão · e4 branco peão · g4 preto cavalo · c3 branco cavalo · g3 branco bispo · c2 branco bispo · f2 branco peão · g2 branco peão · b1 branco torre · d1 branco rainha · e1 branco torre · f1 branco cavalo · g1 branco rei | c8 preto torre · d8 preto rainha · e8 preto rei · h8 preto torre · f7 preto peão · d6 preto peão · e6 preto bispo · a5 preto peão · b5 branco peão · c5 preto cavalo · e5 preto peão · g5 preto bispo · a4 branco peão · e4 branco peão · g4 preto cavalo · c3 branco cavalo · g3 branco bispo · c2 branco bispo · f2 branco peão · g2 branco peão · b1 branco torre · d1 branco rainha · e1 branco torre · f1 branco cavalo · g1 branco rei | c8 preto torre · d8 preto rainha · e8 preto rei · h8 preto torre · f7 preto peão · d6 preto peão · e6 preto bispo · a5 preto peão · b5 branco peão · c5 preto cavalo · e5 preto peão · g5 preto bispo · a4 branco peão · e4 branco peão · g4 preto cavalo · c3 branco cavalo · g3 branco bispo · c2 branco bispo · f2 branco peão · g2 branco peão · b1 branco torre · d1 branco rainha · e1 branco torre · f1 branco cavalo · g1 branco rei | c8 preto torre · d8 preto rainha · e8 preto rei · h8 preto torre · f7 preto peão · d6 preto peão · e6 preto bispo · a5 preto peão · b5 branco peão · c5 preto cavalo · e5 preto peão · g5 preto bispo · a4 branco peão · e4 branco peão · g4 preto cavalo · c3 branco cavalo · g3 branco bispo · c2 branco bispo · f2 branco peão · g2 branco peão · b1 branco torre · d1 branco rainha · e1 branco torre · f1 branco cavalo · g1 branco rei | c8 preto torre · d8 preto rainha · e8 preto rei · h8 preto torre · f7 preto peão · d6 preto peão · e6 preto bispo · a5 preto peão · b5 branco peão · c5 preto cavalo · e5 preto peão · g5 preto bispo · a4 branco peão · e4 branco peão · g4 preto cavalo · c3 branco cavalo · g3 branco bispo · c2 branco bispo · f2 branco peão · g2 branco peão · b1 branco torre · d1 branco rainha · e1 branco torre · f1 branco cavalo · g1 branco rei | c8 preto torre · d8 preto rainha · e8 preto rei · h8 preto torre · f7 preto peão · d6 preto peão · e6 preto bispo · a5 preto peão · b5 branco peão · c5 preto cavalo · e5 preto peão · g5 preto bispo · a4 branco peão · e4 branco peão · g4 preto cavalo · c3 branco cavalo · g3 branco bispo · c2 branco bispo · f2 branco peão · g2 branco peão · b1 branco torre · d1 branco rainha · e1 branco torre · f1 branco cavalo · g1 branco rei | c8 preto torre · d8 preto rainha · e8 preto rei · h8 preto torre · f7 preto peão · d6 preto peão · e6 preto bispo · a5 preto peão · b5 branco peão · c5 preto cavalo · e5 preto peão · g5 preto bispo · a4 branco peão · e4 branco peão · g4 preto cavalo · c3 branco cavalo · g3 branco bispo · c2 branco bispo · f2 branco peão · g2 branco peão · b1 branco torre · d1 branco rainha · e1 branco torre · f1 branco cavalo · g1 branco rei | 5 |
| 4 | c8 preto torre · d8 preto rainha · e8 preto rei · h8 preto torre · f7 preto peão · d6 preto peão · e6 preto bispo · a5 preto peão · b5 branco peão · c5 preto cavalo · e5 preto peão · g5 preto bispo · a4 branco peão · e4 branco peão · g4 preto cavalo · c3 branco cavalo · g3 branco bispo · c2 branco bispo · f2 branco peão · g2 branco peão · b1 branco torre · d1 branco rainha · e1 branco torre · f1 branco cavalo · g1 branco rei | c8 preto torre · d8 preto rainha · e8 preto rei · h8 preto torre · f7 preto peão · d6 preto peão · e6 preto bispo · a5 preto peão · b5 branco peão · c5 preto cavalo · e5 preto peão · g5 preto bispo · a4 branco peão · e4 branco peão · g4 preto cavalo · c3 branco cavalo · g3 branco bispo · c2 branco bispo · f2 branco peão · g2 branco peão · b1 branco torre · d1 branco rainha · e1 branco torre · f1 branco cavalo · g1 branco rei | c8 preto torre · d8 preto rainha · e8 preto rei · h8 preto torre · f7 preto peão · d6 preto peão · e6 preto bispo · a5 preto peão · b5 branco peão · c5 preto cavalo · e5 preto peão · g5 preto bispo · a4 branco peão · e4 branco peão · g4 preto cavalo · c3 branco cavalo · g3 branco bispo · c2 branco bispo · f2 branco peão · g2 branco peão · b1 branco torre · d1 branco rainha · e1 branco torre · f1 branco cavalo · g1 branco rei | c8 preto torre · d8 preto rainha · e8 preto rei · h8 preto torre · f7 preto peão · d6 preto peão · e6 preto bispo · a5 preto peão · b5 branco peão · c5 preto cavalo · e5 preto peão · g5 preto bispo · a4 branco peão · e4 branco peão · g4 preto cavalo · c3 branco cavalo · g3 branco bispo · c2 branco bispo · f2 branco peão · g2 branco peão · b1 branco torre · d1 branco rainha · e1 branco torre · f1 branco cavalo · g1 branco rei | c8 preto torre · d8 preto rainha · e8 preto rei · h8 preto torre · f7 preto peão · d6 preto peão · e6 preto bispo · a5 preto peão · b5 branco peão · c5 preto cavalo · e5 preto peão · g5 preto bispo · a4 branco peão · e4 branco peão · g4 preto cavalo · c3 branco cavalo · g3 branco bispo · c2 branco bispo · f2 branco peão · g2 branco peão · b1 branco torre · d1 branco rainha · e1 branco torre · f1 branco cavalo · g1 branco rei | c8 preto torre · d8 preto rainha · e8 preto rei · h8 preto torre · f7 preto peão · d6 preto peão · e6 preto bispo · a5 preto peão · b5 branco peão · c5 preto cavalo · e5 preto peão · g5 preto bispo · a4 branco peão · e4 branco peão · g4 preto cavalo · c3 branco cavalo · g3 branco bispo · c2 branco bispo · f2 branco peão · g2 branco peão · b1 branco torre · d1 branco rainha · e1 branco torre · f1 branco cavalo · g1 branco rei | c8 preto torre · d8 preto rainha · e8 preto rei · h8 preto torre · f7 preto peão · d6 preto peão · e6 preto bispo · a5 preto peão · b5 branco peão · c5 preto cavalo · e5 preto peão · g5 preto bispo · a4 branco peão · e4 branco peão · g4 preto cavalo · c3 branco cavalo · g3 branco bispo · c2 branco bispo · f2 branco peão · g2 branco peão · b1 branco torre · d1 branco rainha · e1 branco torre · f1 branco cavalo · g1 branco rei | c8 preto torre · d8 preto rainha · e8 preto rei · h8 preto torre · f7 preto peão · d6 preto peão · e6 preto bispo · a5 preto peão · b5 branco peão · c5 preto cavalo · e5 preto peão · g5 preto bispo · a4 branco peão · e4 branco peão · g4 preto cavalo · c3 branco cavalo · g3 branco bispo · c2 branco bispo · f2 branco peão · g2 branco peão · b1 branco torre · d1 branco rainha · e1 branco torre · f1 branco cavalo · g1 branco rei | 4 |
| 3 | c8 preto torre · d8 preto rainha · e8 preto rei · h8 preto torre · f7 preto peão · d6 preto peão · e6 preto bispo · a5 preto peão · b5 branco peão · c5 preto cavalo · e5 preto peão · g5 preto bispo · a4 branco peão · e4 branco peão · g4 preto cavalo · c3 branco cavalo · g3 branco bispo · c2 branco bispo · f2 branco peão · g2 branco peão · b1 branco torre · d1 branco rainha · e1 branco torre · f1 branco cavalo · g1 branco rei | c8 preto torre · d8 preto rainha · e8 preto rei · h8 preto torre · f7 preto peão · d6 preto peão · e6 preto bispo · a5 preto peão · b5 branco peão · c5 preto cavalo · e5 preto peão · g5 preto bispo · a4 branco peão · e4 branco peão · g4 preto cavalo · c3 branco cavalo · g3 branco bispo · c2 branco bispo · f2 branco peão · g2 branco peão · b1 branco torre · d1 branco rainha · e1 branco torre · f1 branco cavalo · g1 branco rei | c8 preto torre · d8 preto rainha · e8 preto rei · h8 preto torre · f7 preto peão · d6 preto peão · e6 preto bispo · a5 preto peão · b5 branco peão · c5 preto cavalo · e5 preto peão · g5 preto bispo · a4 branco peão · e4 branco peão · g4 preto cavalo · c3 branco cavalo · g3 branco bispo · c2 branco bispo · f2 branco peão · g2 branco peão · b1 branco torre · d1 branco rainha · e1 branco torre · f1 branco cavalo · g1 branco rei | c8 preto torre · d8 preto rainha · e8 preto rei · h8 preto torre · f7 preto peão · d6 preto peão · e6 preto bispo · a5 preto peão · b5 branco peão · c5 preto cavalo · e5 preto peão · g5 preto bispo · a4 branco peão · e4 branco peão · g4 preto cavalo · c3 branco cavalo · g3 branco bispo · c2 branco bispo · f2 branco peão · g2 branco peão · b1 branco torre · d1 branco rainha · e1 branco torre · f1 branco cavalo · g1 branco rei | c8 preto torre · d8 preto rainha · e8 preto rei · h8 preto torre · f7 preto peão · d6 preto peão · e6 preto bispo · a5 preto peão · b5 branco peão · c5 preto cavalo · e5 preto peão · g5 preto bispo · a4 branco peão · e4 branco peão · g4 preto cavalo · c3 branco cavalo · g3 branco bispo · c2 branco bispo · f2 branco peão · g2 branco peão · b1 branco torre · d1 branco rainha · e1 branco torre · f1 branco cavalo · g1 branco rei | c8 preto torre · d8 preto rainha · e8 preto rei · h8 preto torre · f7 preto peão · d6 preto peão · e6 preto bispo · a5 preto peão · b5 branco peão · c5 preto cavalo · e5 preto peão · g5 preto bispo · a4 branco peão · e4 branco peão · g4 preto cavalo · c3 branco cavalo · g3 branco bispo · c2 branco bispo · f2 branco peão · g2 branco peão · b1 branco torre · d1 branco rainha · e1 branco torre · f1 branco cavalo · g1 branco rei | c8 preto torre · d8 preto rainha · e8 preto rei · h8 preto torre · f7 preto peão · d6 preto peão · e6 preto bispo · a5 preto peão · b5 branco peão · c5 preto cavalo · e5 preto peão · g5 preto bispo · a4 branco peão · e4 branco peão · g4 preto cavalo · c3 branco cavalo · g3 branco bispo · c2 branco bispo · f2 branco peão · g2 branco peão · b1 branco torre · d1 branco rainha · e1 branco torre · f1 branco cavalo · g1 branco rei | c8 preto torre · d8 preto rainha · e8 preto rei · h8 preto torre · f7 preto peão · d6 preto peão · e6 preto bispo · a5 preto peão · b5 branco peão · c5 preto cavalo · e5 preto peão · g5 preto bispo · a4 branco peão · e4 branco peão · g4 preto cavalo · c3 branco cavalo · g3 branco bispo · c2 branco bispo · f2 branco peão · g2 branco peão · b1 branco torre · d1 branco rainha · e1 branco torre · f1 branco cavalo · g1 branco rei | 3 |
| 2 | c8 preto torre · d8 preto rainha · e8 preto rei · h8 preto torre · f7 preto peão · d6 preto peão · e6 preto bispo · a5 preto peão · b5 branco peão · c5 preto cavalo · e5 preto peão · g5 preto bispo · a4 branco peão · e4 branco peão · g4 preto cavalo · c3 branco cavalo · g3 branco bispo · c2 branco bispo · f2 branco peão · g2 branco peão · b1 branco torre · d1 branco rainha · e1 branco torre · f1 branco cavalo · g1 branco rei | c8 preto torre · d8 preto rainha · e8 preto rei · h8 preto torre · f7 preto peão · d6 preto peão · e6 preto bispo · a5 preto peão · b5 branco peão · c5 preto cavalo · e5 preto peão · g5 preto bispo · a4 branco peão · e4 branco peão · g4 preto cavalo · c3 branco cavalo · g3 branco bispo · c2 branco bispo · f2 branco peão · g2 branco peão · b1 branco torre · d1 branco rainha · e1 branco torre · f1 branco cavalo · g1 branco rei | c8 preto torre · d8 preto rainha · e8 preto rei · h8 preto torre · f7 preto peão · d6 preto peão · e6 preto bispo · a5 preto peão · b5 branco peão · c5 preto cavalo · e5 preto peão · g5 preto bispo · a4 branco peão · e4 branco peão · g4 preto cavalo · c3 branco cavalo · g3 branco bispo · c2 branco bispo · f2 branco peão · g2 branco peão · b1 branco torre · d1 branco rainha · e1 branco torre · f1 branco cavalo · g1 branco rei | c8 preto torre · d8 preto rainha · e8 preto rei · h8 preto torre · f7 preto peão · d6 preto peão · e6 preto bispo · a5 preto peão · b5 branco peão · c5 preto cavalo · e5 preto peão · g5 preto bispo · a4 branco peão · e4 branco peão · g4 preto cavalo · c3 branco cavalo · g3 branco bispo · c2 branco bispo · f2 branco peão · g2 branco peão · b1 branco torre · d1 branco rainha · e1 branco torre · f1 branco cavalo · g1 branco rei | c8 preto torre · d8 preto rainha · e8 preto rei · h8 preto torre · f7 preto peão · d6 preto peão · e6 preto bispo · a5 preto peão · b5 branco peão · c5 preto cavalo · e5 preto peão · g5 preto bispo · a4 branco peão · e4 branco peão · g4 preto cavalo · c3 branco cavalo · g3 branco bispo · c2 branco bispo · f2 branco peão · g2 branco peão · b1 branco torre · d1 branco rainha · e1 branco torre · f1 branco cavalo · g1 branco rei | c8 preto torre · d8 preto rainha · e8 preto rei · h8 preto torre · f7 preto peão · d6 preto peão · e6 preto bispo · a5 preto peão · b5 branco peão · c5 preto cavalo · e5 preto peão · g5 preto bispo · a4 branco peão · e4 branco peão · g4 preto cavalo · c3 branco cavalo · g3 branco bispo · c2 branco bispo · f2 branco peão · g2 branco peão · b1 branco torre · d1 branco rainha · e1 branco torre · f1 branco cavalo · g1 branco rei | c8 preto torre · d8 preto rainha · e8 preto rei · h8 preto torre · f7 preto peão · d6 preto peão · e6 preto bispo · a5 preto peão · b5 branco peão · c5 preto cavalo · e5 preto peão · g5 preto bispo · a4 branco peão · e4 branco peão · g4 preto cavalo · c3 branco cavalo · g3 branco bispo · c2 branco bispo · f2 branco peão · g2 branco peão · b1 branco torre · d1 branco rainha · e1 branco torre · f1 branco cavalo · g1 branco rei | c8 preto torre · d8 preto rainha · e8 preto rei · h8 preto torre · f7 preto peão · d6 preto peão · e6 preto bispo · a5 preto peão · b5 branco peão · c5 preto cavalo · e5 preto peão · g5 preto bispo · a4 branco peão · e4 branco peão · g4 preto cavalo · c3 branco cavalo · g3 branco bispo · c2 branco bispo · f2 branco peão · g2 branco peão · b1 branco torre · d1 branco rainha · e1 branco torre · f1 branco cavalo · g1 branco rei | 2 |
| 1 | c8 preto torre · d8 preto rainha · e8 preto rei · h8 preto torre · f7 preto peão · d6 preto peão · e6 preto bispo · a5 preto peão · b5 branco peão · c5 preto cavalo · e5 preto peão · g5 preto bispo · a4 branco peão · e4 branco peão · g4 preto cavalo · c3 branco cavalo · g3 branco bispo · c2 branco bispo · f2 branco peão · g2 branco peão · b1 branco torre · d1 branco rainha · e1 branco torre · f1 branco cavalo · g1 branco rei | c8 preto torre · d8 preto rainha · e8 preto rei · h8 preto torre · f7 preto peão · d6 preto peão · e6 preto bispo · a5 preto peão · b5 branco peão · c5 preto cavalo · e5 preto peão · g5 preto bispo · a4 branco peão · e4 branco peão · g4 preto cavalo · c3 branco cavalo · g3 branco bispo · c2 branco bispo · f2 branco peão · g2 branco peão · b1 branco torre · d1 branco rainha · e1 branco torre · f1 branco cavalo · g1 branco rei | c8 preto torre · d8 preto rainha · e8 preto rei · h8 preto torre · f7 preto peão · d6 preto peão · e6 preto bispo · a5 preto peão · b5 branco peão · c5 preto cavalo · e5 preto peão · g5 preto bispo · a4 branco peão · e4 branco peão · g4 preto cavalo · c3 branco cavalo · g3 branco bispo · c2 branco bispo · f2 branco peão · g2 branco peão · b1 branco torre · d1 branco rainha · e1 branco torre · f1 branco cavalo · g1 branco rei | c8 preto torre · d8 preto rainha · e8 preto rei · h8 preto torre · f7 preto peão · d6 preto peão · e6 preto bispo · a5 preto peão · b5 branco peão · c5 preto cavalo · e5 preto peão · g5 preto bispo · a4 branco peão · e4 branco peão · g4 preto cavalo · c3 branco cavalo · g3 branco bispo · c2 branco bispo · f2 branco peão · g2 branco peão · b1 branco torre · d1 branco rainha · e1 branco torre · f1 branco cavalo · g1 branco rei | c8 preto torre · d8 preto rainha · e8 preto rei · h8 preto torre · f7 preto peão · d6 preto peão · e6 preto bispo · a5 preto peão · b5 branco peão · c5 preto cavalo · e5 preto peão · g5 preto bispo · a4 branco peão · e4 branco peão · g4 preto cavalo · c3 branco cavalo · g3 branco bispo · c2 branco bispo · f2 branco peão · g2 branco peão · b1 branco torre · d1 branco rainha · e1 branco torre · f1 branco cavalo · g1 branco rei | c8 preto torre · d8 preto rainha · e8 preto rei · h8 preto torre · f7 preto peão · d6 preto peão · e6 preto bispo · a5 preto peão · b5 branco peão · c5 preto cavalo · e5 preto peão · g5 preto bispo · a4 branco peão · e4 branco peão · g4 preto cavalo · c3 branco cavalo · g3 branco bispo · c2 branco bispo · f2 branco peão · g2 branco peão · b1 branco torre · d1 branco rainha · e1 branco torre · f1 branco cavalo · g1 branco rei | c8 preto torre · d8 preto rainha · e8 preto rei · h8 preto torre · f7 preto peão · d6 preto peão · e6 preto bispo · a5 preto peão · b5 branco peão · c5 preto cavalo · e5 preto peão · g5 preto bispo · a4 branco peão · e4 branco peão · g4 preto cavalo · c3 branco cavalo · g3 branco bispo · c2 branco bispo · f2 branco peão · g2 branco peão · b1 branco torre · d1 branco rainha · e1 branco torre · f1 branco cavalo · g1 branco rei | c8 preto torre · d8 preto rainha · e8 preto rei · h8 preto torre · f7 preto peão · d6 preto peão · e6 preto bispo · a5 preto peão · b5 branco peão · c5 preto cavalo · e5 preto peão · g5 preto bispo · a4 branco peão · e4 branco peão · g4 preto cavalo · c3 branco cavalo · g3 branco bispo · c2 branco bispo · f2 branco peão · g2 branco peão · b1 branco torre · d1 branco rainha · e1 branco torre · f1 branco cavalo · g1 branco rei | 1 |
|   | a | b | c | d | e | f | g | h |   |

|   | a | b | c | d | e | f | g | h |   |
| 8 | c8 branco torre · h8 branco torre · d7 preto torre · e7 preto rei · f7 preto peão · d6 preto peão · a5 preto peão · b5 branco peão · c5 preto cavalo · e5 preto peão · d4 preto rainha · e3 branco cavalo · f3 branco peão · f2 branco rei · g2 branco peão | c8 branco torre · h8 branco torre · d7 preto torre · e7 preto rei · f7 preto peão · d6 preto peão · a5 preto peão · b5 branco peão · c5 preto cavalo · e5 preto peão · d4 preto rainha · e3 branco cavalo · f3 branco peão · f2 branco rei · g2 branco peão | c8 branco torre · h8 branco torre · d7 preto torre · e7 preto rei · f7 preto peão · d6 preto peão · a5 preto peão · b5 branco peão · c5 preto cavalo · e5 preto peão · d4 preto rainha · e3 branco cavalo · f3 branco peão · f2 branco rei · g2 branco peão | c8 branco torre · h8 branco torre · d7 preto torre · e7 preto rei · f7 preto peão · d6 preto peão · a5 preto peão · b5 branco peão · c5 preto cavalo · e5 preto peão · d4 preto rainha · e3 branco cavalo · f3 branco peão · f2 branco rei · g2 branco peão | c8 branco torre · h8 branco torre · d7 preto torre · e7 preto rei · f7 preto peão · d6 preto peão · a5 preto peão · b5 branco peão · c5 preto cavalo · e5 preto peão · d4 preto rainha · e3 branco cavalo · f3 branco peão · f2 branco rei · g2 branco peão | c8 branco torre · h8 branco torre · d7 preto torre · e7 preto rei · f7 preto peão · d6 preto peão · a5 preto peão · b5 branco peão · c5 preto cavalo · e5 preto peão · d4 preto rainha · e3 branco cavalo · f3 branco peão · f2 branco rei · g2 branco peão | c8 branco torre · h8 branco torre · d7 preto torre · e7 preto rei · f7 preto peão · d6 preto peão · a5 preto peão · b5 branco peão · c5 preto cavalo · e5 preto peão · d4 preto rainha · e3 branco cavalo · f3 branco peão · f2 branco rei · g2 branco peão | c8 branco torre · h8 branco torre · d7 preto torre · e7 preto rei · f7 preto peão · d6 preto peão · a5 preto peão · b5 branco peão · c5 preto cavalo · e5 preto peão · d4 preto rainha · e3 branco cavalo · f3 branco peão · f2 branco rei · g2 branco peão | 8 |
| 7 | c8 branco torre · h8 branco torre · d7 preto torre · e7 preto rei · f7 preto peão · d6 preto peão · a5 preto peão · b5 branco peão · c5 preto cavalo · e5 preto peão · d4 preto rainha · e3 branco cavalo · f3 branco peão · f2 branco rei · g2 branco peão | c8 branco torre · h8 branco torre · d7 preto torre · e7 preto rei · f7 preto peão · d6 preto peão · a5 preto peão · b5 branco peão · c5 preto cavalo · e5 preto peão · d4 preto rainha · e3 branco cavalo · f3 branco peão · f2 branco rei · g2 branco peão | c8 branco torre · h8 branco torre · d7 preto torre · e7 preto rei · f7 preto peão · d6 preto peão · a5 preto peão · b5 branco peão · c5 preto cavalo · e5 preto peão · d4 preto rainha · e3 branco cavalo · f3 branco peão · f2 branco rei · g2 branco peão | c8 branco torre · h8 branco torre · d7 preto torre · e7 preto rei · f7 preto peão · d6 preto peão · a5 preto peão · b5 branco peão · c5 preto cavalo · e5 preto peão · d4 preto rainha · e3 branco cavalo · f3 branco peão · f2 branco rei · g2 branco peão | c8 branco torre · h8 branco torre · d7 preto torre · e7 preto rei · f7 preto peão · d6 preto peão · a5 preto peão · b5 branco peão · c5 preto cavalo · e5 preto peão · d4 preto rainha · e3 branco cavalo · f3 branco peão · f2 branco rei · g2 branco peão | c8 branco torre · h8 branco torre · d7 preto torre · e7 preto rei · f7 preto peão · d6 preto peão · a5 preto peão · b5 branco peão · c5 preto cavalo · e5 preto peão · d4 preto rainha · e3 branco cavalo · f3 branco peão · f2 branco rei · g2 branco peão | c8 branco torre · h8 branco torre · d7 preto torre · e7 preto rei · f7 preto peão · d6 preto peão · a5 preto peão · b5 branco peão · c5 preto cavalo · e5 preto peão · d4 preto rainha · e3 branco cavalo · f3 branco peão · f2 branco rei · g2 branco peão | c8 branco torre · h8 branco torre · d7 preto torre · e7 preto rei · f7 preto peão · d6 preto peão · a5 preto peão · b5 branco peão · c5 preto cavalo · e5 preto peão · d4 preto rainha · e3 branco cavalo · f3 branco peão · f2 branco rei · g2 branco peão | 7 |
| 6 | c8 branco torre · h8 branco torre · d7 preto torre · e7 preto rei · f7 preto peão · d6 preto peão · a5 preto peão · b5 branco peão · c5 preto cavalo · e5 preto peão · d4 preto rainha · e3 branco cavalo · f3 branco peão · f2 branco rei · g2 branco peão | c8 branco torre · h8 branco torre · d7 preto torre · e7 preto rei · f7 preto peão · d6 preto peão · a5 preto peão · b5 branco peão · c5 preto cavalo · e5 preto peão · d4 preto rainha · e3 branco cavalo · f3 branco peão · f2 branco rei · g2 branco peão | c8 branco torre · h8 branco torre · d7 preto torre · e7 preto rei · f7 preto peão · d6 preto peão · a5 preto peão · b5 branco peão · c5 preto cavalo · e5 preto peão · d4 preto rainha · e3 branco cavalo · f3 branco peão · f2 branco rei · g2 branco peão | c8 branco torre · h8 branco torre · d7 preto torre · e7 preto rei · f7 preto peão · d6 preto peão · a5 preto peão · b5 branco peão · c5 preto cavalo · e5 preto peão · d4 preto rainha · e3 branco cavalo · f3 branco peão · f2 branco rei · g2 branco peão | c8 branco torre · h8 branco torre · d7 preto torre · e7 preto rei · f7 preto peão · d6 preto peão · a5 preto peão · b5 branco peão · c5 preto cavalo · e5 preto peão · d4 preto rainha · e3 branco cavalo · f3 branco peão · f2 branco rei · g2 branco peão | c8 branco torre · h8 branco torre · d7 preto torre · e7 preto rei · f7 preto peão · d6 preto peão · a5 preto peão · b5 branco peão · c5 preto cavalo · e5 preto peão · d4 preto rainha · e3 branco cavalo · f3 branco peão · f2 branco rei · g2 branco peão | c8 branco torre · h8 branco torre · d7 preto torre · e7 preto rei · f7 preto peão · d6 preto peão · a5 preto peão · b5 branco peão · c5 preto cavalo · e5 preto peão · d4 preto rainha · e3 branco cavalo · f3 branco peão · f2 branco rei · g2 branco peão | c8 branco torre · h8 branco torre · d7 preto torre · e7 preto rei · f7 preto peão · d6 preto peão · a5 preto peão · b5 branco peão · c5 preto cavalo · e5 preto peão · d4 preto rainha · e3 branco cavalo · f3 branco peão · f2 branco rei · g2 branco peão | 6 |
| 5 | c8 branco torre · h8 branco torre · d7 preto torre · e7 preto rei · f7 preto peão · d6 preto peão · a5 preto peão · b5 branco peão · c5 preto cavalo · e5 preto peão · d4 preto rainha · e3 branco cavalo · f3 branco peão · f2 branco rei · g2 branco peão | c8 branco torre · h8 branco torre · d7 preto torre · e7 preto rei · f7 preto peão · d6 preto peão · a5 preto peão · b5 branco peão · c5 preto cavalo · e5 preto peão · d4 preto rainha · e3 branco cavalo · f3 branco peão · f2 branco rei · g2 branco peão | c8 branco torre · h8 branco torre · d7 preto torre · e7 preto rei · f7 preto peão · d6 preto peão · a5 preto peão · b5 branco peão · c5 preto cavalo · e5 preto peão · d4 preto rainha · e3 branco cavalo · f3 branco peão · f2 branco rei · g2 branco peão | c8 branco torre · h8 branco torre · d7 preto torre · e7 preto rei · f7 preto peão · d6 preto peão · a5 preto peão · b5 branco peão · c5 preto cavalo · e5 preto peão · d4 preto rainha · e3 branco cavalo · f3 branco peão · f2 branco rei · g2 branco peão | c8 branco torre · h8 branco torre · d7 preto torre · e7 preto rei · f7 preto peão · d6 preto peão · a5 preto peão · b5 branco peão · c5 preto cavalo · e5 preto peão · d4 preto rainha · e3 branco cavalo · f3 branco peão · f2 branco rei · g2 branco peão | c8 branco torre · h8 branco torre · d7 preto torre · e7 preto rei · f7 preto peão · d6 preto peão · a5 preto peão · b5 branco peão · c5 preto cavalo · e5 preto peão · d4 preto rainha · e3 branco cavalo · f3 branco peão · f2 branco rei · g2 branco peão | c8 branco torre · h8 branco torre · d7 preto torre · e7 preto rei · f7 preto peão · d6 preto peão · a5 preto peão · b5 branco peão · c5 preto cavalo · e5 preto peão · d4 preto rainha · e3 branco cavalo · f3 branco peão · f2 branco rei · g2 branco peão | c8 branco torre · h8 branco torre · d7 preto torre · e7 preto rei · f7 preto peão · d6 preto peão · a5 preto peão · b5 branco peão · c5 preto cavalo · e5 preto peão · d4 preto rainha · e3 branco cavalo · f3 branco peão · f2 branco rei · g2 branco peão | 5 |
| 4 | c8 branco torre · h8 branco torre · d7 preto torre · e7 preto rei · f7 preto peão · d6 preto peão · a5 preto peão · b5 branco peão · c5 preto cavalo · e5 preto peão · d4 preto rainha · e3 branco cavalo · f3 branco peão · f2 branco rei · g2 branco peão | c8 branco torre · h8 branco torre · d7 preto torre · e7 preto rei · f7 preto peão · d6 preto peão · a5 preto peão · b5 branco peão · c5 preto cavalo · e5 preto peão · d4 preto rainha · e3 branco cavalo · f3 branco peão · f2 branco rei · g2 branco peão | c8 branco torre · h8 branco torre · d7 preto torre · e7 preto rei · f7 preto peão · d6 preto peão · a5 preto peão · b5 branco peão · c5 preto cavalo · e5 preto peão · d4 preto rainha · e3 branco cavalo · f3 branco peão · f2 branco rei · g2 branco peão | c8 branco torre · h8 branco torre · d7 preto torre · e7 preto rei · f7 preto peão · d6 preto peão · a5 preto peão · b5 branco peão · c5 preto cavalo · e5 preto peão · d4 preto rainha · e3 branco cavalo · f3 branco peão · f2 branco rei · g2 branco peão | c8 branco torre · h8 branco torre · d7 preto torre · e7 preto rei · f7 preto peão · d6 preto peão · a5 preto peão · b5 branco peão · c5 preto cavalo · e5 preto peão · d4 preto rainha · e3 branco cavalo · f3 branco peão · f2 branco rei · g2 branco peão | c8 branco torre · h8 branco torre · d7 preto torre · e7 preto rei · f7 preto peão · d6 preto peão · a5 preto peão · b5 branco peão · c5 preto cavalo · e5 preto peão · d4 preto rainha · e3 branco cavalo · f3 branco peão · f2 branco rei · g2 branco peão | c8 branco torre · h8 branco torre · d7 preto torre · e7 preto rei · f7 preto peão · d6 preto peão · a5 preto peão · b5 branco peão · c5 preto cavalo · e5 preto peão · d4 preto rainha · e3 branco cavalo · f3 branco peão · f2 branco rei · g2 branco peão | c8 branco torre · h8 branco torre · d7 preto torre · e7 preto rei · f7 preto peão · d6 preto peão · a5 preto peão · b5 branco peão · c5 preto cavalo · e5 preto peão · d4 preto rainha · e3 branco cavalo · f3 branco peão · f2 branco rei · g2 branco peão | 4 |
| 3 | c8 branco torre · h8 branco torre · d7 preto torre · e7 preto rei · f7 preto peão · d6 preto peão · a5 preto peão · b5 branco peão · c5 preto cavalo · e5 preto peão · d4 preto rainha · e3 branco cavalo · f3 branco peão · f2 branco rei · g2 branco peão | c8 branco torre · h8 branco torre · d7 preto torre · e7 preto rei · f7 preto peão · d6 preto peão · a5 preto peão · b5 branco peão · c5 preto cavalo · e5 preto peão · d4 preto rainha · e3 branco cavalo · f3 branco peão · f2 branco rei · g2 branco peão | c8 branco torre · h8 branco torre · d7 preto torre · e7 preto rei · f7 preto peão · d6 preto peão · a5 preto peão · b5 branco peão · c5 preto cavalo · e5 preto peão · d4 preto rainha · e3 branco cavalo · f3 branco peão · f2 branco rei · g2 branco peão | c8 branco torre · h8 branco torre · d7 preto torre · e7 preto rei · f7 preto peão · d6 preto peão · a5 preto peão · b5 branco peão · c5 preto cavalo · e5 preto peão · d4 preto rainha · e3 branco cavalo · f3 branco peão · f2 branco rei · g2 branco peão | c8 branco torre · h8 branco torre · d7 preto torre · e7 preto rei · f7 preto peão · d6 preto peão · a5 preto peão · b5 branco peão · c5 preto cavalo · e5 preto peão · d4 preto rainha · e3 branco cavalo · f3 branco peão · f2 branco rei · g2 branco peão | c8 branco torre · h8 branco torre · d7 preto torre · e7 preto rei · f7 preto peão · d6 preto peão · a5 preto peão · b5 branco peão · c5 preto cavalo · e5 preto peão · d4 preto rainha · e3 branco cavalo · f3 branco peão · f2 branco rei · g2 branco peão | c8 branco torre · h8 branco torre · d7 preto torre · e7 preto rei · f7 preto peão · d6 preto peão · a5 preto peão · b5 branco peão · c5 preto cavalo · e5 preto peão · d4 preto rainha · e3 branco cavalo · f3 branco peão · f2 branco rei · g2 branco peão | c8 branco torre · h8 branco torre · d7 preto torre · e7 preto rei · f7 preto peão · d6 preto peão · a5 preto peão · b5 branco peão · c5 preto cavalo · e5 preto peão · d4 preto rainha · e3 branco cavalo · f3 branco peão · f2 branco rei · g2 branco peão | 3 |
| 2 | c8 branco torre · h8 branco torre · d7 preto torre · e7 preto rei · f7 preto peão · d6 preto peão · a5 preto peão · b5 branco peão · c5 preto cavalo · e5 preto peão · d4 preto rainha · e3 branco cavalo · f3 branco peão · f2 branco rei · g2 branco peão | c8 branco torre · h8 branco torre · d7 preto torre · e7 preto rei · f7 preto peão · d6 preto peão · a5 preto peão · b5 branco peão · c5 preto cavalo · e5 preto peão · d4 preto rainha · e3 branco cavalo · f3 branco peão · f2 branco rei · g2 branco peão | c8 branco torre · h8 branco torre · d7 preto torre · e7 preto rei · f7 preto peão · d6 preto peão · a5 preto peão · b5 branco peão · c5 preto cavalo · e5 preto peão · d4 preto rainha · e3 branco cavalo · f3 branco peão · f2 branco rei · g2 branco peão | c8 branco torre · h8 branco torre · d7 preto torre · e7 preto rei · f7 preto peão · d6 preto peão · a5 preto peão · b5 branco peão · c5 preto cavalo · e5 preto peão · d4 preto rainha · e3 branco cavalo · f3 branco peão · f2 branco rei · g2 branco peão | c8 branco torre · h8 branco torre · d7 preto torre · e7 preto rei · f7 preto peão · d6 preto peão · a5 preto peão · b5 branco peão · c5 preto cavalo · e5 preto peão · d4 preto rainha · e3 branco cavalo · f3 branco peão · f2 branco rei · g2 branco peão | c8 branco torre · h8 branco torre · d7 preto torre · e7 preto rei · f7 preto peão · d6 preto peão · a5 preto peão · b5 branco peão · c5 preto cavalo · e5 preto peão · d4 preto rainha · e3 branco cavalo · f3 branco peão · f2 branco rei · g2 branco peão | c8 branco torre · h8 branco torre · d7 preto torre · e7 preto rei · f7 preto peão · d6 preto peão · a5 preto peão · b5 branco peão · c5 preto cavalo · e5 preto peão · d4 preto rainha · e3 branco cavalo · f3 branco peão · f2 branco rei · g2 branco peão | c8 branco torre · h8 branco torre · d7 preto torre · e7 preto rei · f7 preto peão · d6 preto peão · a5 preto peão · b5 branco peão · c5 preto cavalo · e5 preto peão · d4 preto rainha · e3 branco cavalo · f3 branco peão · f2 branco rei · g2 branco peão | 2 |
| 1 | c8 branco torre · h8 branco torre · d7 preto torre · e7 preto rei · f7 preto peão · d6 preto peão · a5 preto peão · b5 branco peão · c5 preto cavalo · e5 preto peão · d4 preto rainha · e3 branco cavalo · f3 branco peão · f2 branco rei · g2 branco peão | c8 branco torre · h8 branco torre · d7 preto torre · e7 preto rei · f7 preto peão · d6 preto peão · a5 preto peão · b5 branco peão · c5 preto cavalo · e5 preto peão · d4 preto rainha · e3 branco cavalo · f3 branco peão · f2 branco rei · g2 branco peão | c8 branco torre · h8 branco torre · d7 preto torre · e7 preto rei · f7 preto peão · d6 preto peão · a5 preto peão · b5 branco peão · c5 preto cavalo · e5 preto peão · d4 preto rainha · e3 branco cavalo · f3 branco peão · f2 branco rei · g2 branco peão | c8 branco torre · h8 branco torre · d7 preto torre · e7 preto rei · f7 preto peão · d6 preto peão · a5 preto peão · b5 branco peão · c5 preto cavalo · e5 preto peão · d4 preto rainha · e3 branco cavalo · f3 branco peão · f2 branco rei · g2 branco peão | c8 branco torre · h8 branco torre · d7 preto torre · e7 preto rei · f7 preto peão · d6 preto peão · a5 preto peão · b5 branco peão · c5 preto cavalo · e5 preto peão · d4 preto rainha · e3 branco cavalo · f3 branco peão · f2 branco rei · g2 branco peão | c8 branco torre · h8 branco torre · d7 preto torre · e7 preto rei · f7 preto peão · d6 preto peão · a5 preto peão · b5 branco peão · c5 preto cavalo · e5 preto peão · d4 preto rainha · e3 branco cavalo · f3 branco peão · f2 branco rei · g2 branco peão | c8 branco torre · h8 branco torre · d7 preto torre · e7 preto rei · f7 preto peão · d6 preto peão · a5 preto peão · b5 branco peão · c5 preto cavalo · e5 preto peão · d4 preto rainha · e3 branco cavalo · f3 branco peão · f2 branco rei · g2 branco peão | c8 branco torre · h8 branco torre · d7 preto torre · e7 preto rei · f7 preto peão · d6 preto peão · a5 preto peão · b5 branco peão · c5 preto cavalo · e5 preto peão · d4 preto rainha · e3 branco cavalo · f3 branco peão · f2 branco rei · g2 branco peão | 1 |
|   | a | b | c | d | e | f | g | h |   |

### Legado
Blackburne foi um ícone da Era Romântica do xadrez em virtude de seu estilo aberto e tático de jogar. Sua barba negra e estilo agressivo renderam-lhe o apelido de "der Schwarze Tod" (a Peste negra, baseado na doença de mesmo nome) depois do torneio de Viena em 1873. Ele foi especialmente forte nas finais e tinha uma grande capacidade combinativa que o ajudou a conquistar muitos prêmios de brilhantismo. Contudo, é mais facilmente lembrado por suas exibições em partidas simultâneas e relâmpago, que capturavam a imaginação do público que se aglomerava para assisti-lo.[carece de fontes?]
O livro Mr. Blackburne's Games at Chess, publicado em 1899, contém mais de 407 de seus jogos,  aproximadamente 28 problemas e uma pequena biografia.

## Principais resultados em torneios
Blackburne teve uma carreira enxadrística extensa para os padrões da época e foi notadamente um dos primeiros enxadristas profissionais. Sua participação em vários torneios internacionais e as partidas de exibição que promovia pela Inglaterra duas vezes ao ano o tornam um dos mais ativos de todos os tempos.
| Data | Local                             | Colocação | Observações |
| ---- | --------------------------------- | --------- | --- |
| 1862 | Torneio Internacional de Londres  | 9         | |
| 1867 | Torneio Internacional de Dundee   | 5         | |
| 1869 | 2º Campeonato de Xadrez Britânico | 1         | Venceu o então campeão Cecil Valentine De Vere na final.                                                                                   |
| 1870 | Baden-Baden 1870                  | 3         | Vencido por Adolf Anderssen e com participação de Wilhelm Steinitz, Gustav Neumann e Louis Paulsen.                                        |
| 1872 | Londres 1872                      | 2         | Vencido por Wilhelm Steinitz, com Johannes Zukertort em terceiro e Cecil Valentine De Vere em quarto.                                      |
| 1873 | Viena                             | 1         | Empatou com Steinitz, que venceu os dois jogos de desempate Neste torneio, Blackburne recebeu o apelido de "a Peste negra".                |
| 1876 | Londres                           | 1         | A frente de Zukertort; Blackburne venceu 10/11; quase um mês depois de Steinitz tê-lo vencido por 7-0 num confronto individual.            |
| 1878 | Paris 1878                        | 3         | Vencido por Szymon Winawer, com Johannes Zukertort em segundo e George Henry Mackenzie em quarto.                                          |
| 1880 | Wiesbaden                         | 1         | Empatado com Berthold Englisch e Adolf Schwarz                                                                                             |
| 1881 | Berlim                            | 1         | 3 pontos a frente de Zukertort, que ficou em 2º lugar.                                                                                     |
| 1882 | Viena                             | 6         | |
| 1883 | Paris 1883                        | 3         | Vencido por Johannes Zukertort, com Wilhelm Steinitz em segundo e Mikhail Chigorin em quarto.                                              |
| 1885 | Hamburgo                          | 2         | Empatado com Siegbert Tarrasch, Mason, Englisch e Max Weiss.                                                                               |
| 1887 | Frankfurt                         | 2         | Empatado com Weiss. |
| 1889 | Breslau                           | 8         | |
| 1889 | Nova Iorque                       | 4         | Este torneio foi extremamente forte e planejava escolher um desafiante para Steinitz pelo título mundial.                                  |
| 1890 | Manchester                        | 2         | |
| 1892 | Torneio Internacional de Belfast  | 1         | Empatado com Mason. |
| 1892 | Londres                           | 2         | Atrás de Lasker. |
| 1893 | Londres                           | 1         | |
| 1894 | Leipzig                           | 4         | |
| 1895 | Hastings                          | 10        | |
| 1896 | Nuremberga                        | 11        | |
| 1897 | Berlim 1897                       | 3         | Vencido por Rudolf Charousek, com participação de Carl August Walbrodt, Dawid Janowski e Amos Burn.                                        |
| 1898 | Viena                             | 11        | |
| 1899 | Londres                           | 6         | Blackburne, com as pretas, venceu Lasker; estas foi a primeira vez que um enxadrista britânico venceu o campeão mundial reinante.          |
| 1904 | Hastings                          | 3         | |
| 1907 | Campeonato Brintânico             | 2         | |
| 1910 | Campeonato Brintânico             | 2         | |
| 1913 | Campeonato Brintânico             | 3         | |
| 1914 | São Petersburgo                   | ---       | Blackburne não se qualificou para a etapa final, entretanto recebeu um prêmio especial de Brilhantismo pela sua vitória sobre Nimzowitsch. |
| 1914 | Campeonato Britânico              | 1         | Empatado com Frederick Yates; esta foi a última participação de Blackburne, com 72 anos de idade, em um torneio internacional.             |

## Principais resultados emmatches
Contra os melhores enxadristas da época, demonstrava uma pequena desvantagem neste tipo de disputa. Não foi capaz de vencer seus principais adversários, Stenitz e Lasker (campeões mundiais), e obteve sucesso contra Zukertort somente quando este já apresentava um declínio em suas habilidades em virtude da saúde debilitada.
Legenda: + vitórias ; = empates; - derrotas
| Data    | Oponente             | Resultado | Local      | Resultados | Resultados | Observações |
| ------- | -------------------- | --------- | ---------- | ---------- | ---------- | --- |
| 1862-63 | Wilhelm Steinitz     | Perdeu    | Londres    | 2/10       | +1=2-7     | Apenas 2 anos depois de começar a jogar xadrez.                                                                       |
| 1876    | Wilhelm Steinitz     | Perdeu    | Londres    | 0/7        | +0=0-7     | |
| 1881    | Johannes Zukertort   | Perdeu    | London     | 4½/14      | +2=5-7     | |
| 1881    | Isidor Gunsberg      | Venceu    | Düsseldorf | 8½/14      | +7-4=3     | |
| 1887    | Zukertort            | Venceu    | Londres    | 9½/5½      | +5-1=7     | A saúde de Zukertort piorou rapidamente depois que ele perdeu o Campeonato Mundial de Xadrez de 1886 contra Steinitz. |
| 1887    | Gunsberg             | Perdeu    | Düsseldorf | ½/5        | +0=1-4     | Em 1890, Gunsberg disputou o título mundial contra Steinitz.                                                          |
| 1891    | Celso Golmayo Zúpide | Venceu    | Havana     | 6/10       | +5=2-3     | |
| 1891    | Vasquez              | Venceu    | Havana     | 5½/6       | +5=1-0     | |
| 1892    | Emanuel Lasker       | Perdeu    | ??         | 2/10       | +0-6=4     | |
| 1895    | Curt von Bardeleben  | Empatou   | Londres    | 4½/9       | +3=3-3     | |